# 우크라이나 난민 위기
현재 진행 중인 난민 사태는 러시아의 우크라이나 침공 이후인 2022년 2월 말 유럽에서 시작되었다. 이후 500만 명 이상의 난민이 우크라이나를 탈출했고(2022년 4월 19일 기준), 우크라이나 국내에서는 약 710만 명의 실향민이 발생했다 (2022년 4월 1일 기준). 3월 20일까지 국가 전체 인구 중 약 4분의 1이 우크라이나를 떠났다. 난민 중 90%는 여성과 어린이이다. 유니세프에 따르면 2022년 3월 24일까지 우크라이나 어린이의 절반 이상(750만)이 강제로 집을 떠나야 했으며 그 중 약 180만명이 우크라이나를 탈출했다. 러시아의 침공은 제2차 세계 대전 이후 유럽 최대의 난민 사태와 그 여파를 초래했으며, 이는 1990년대 유고슬라비아 전쟁 이후 유럽에서 처음이자, 21세기 세계에서 가장 높은 난민 탈출 비율을 기록하는 세계 최대의 난민 위기 중 하나이다.
대다수의 난민은 우크라이나 서부의 이웃 국가로 갔다. 폴란드는 다른 모든 유럽 국가를 합친 것보다 더 많은 우크라이나 난민을 수용했다. 난민을 받은 우크라이나 인접국으로는 루마니아, 몰도바, 헝가리, 슬로바키아 등이 있다. 그 후 일부 난민들은 다른 서부 유럽 국가, 또는 비교적 가까운 서쪽 나라로 이주했다. 그러나 관찰자들은 이들이 폴란드와 중부 유럽 국가에 머물 가능성이 높다며, 그 이유로 "선택의 폭이 좁아지는 서부 유럽보다, 연줄이 닿는 노동 시장, 저렴한 도시, 기존의 교포 공동체가 있어 우크라이나인에게 더 매력적인 대안"임을 들었다.

우크라이나와 국경을 접한 유럽 연합 국가들은 모든 난민의 입국을 허용했으며, 유럽 연합은 1년간 거주, 노동, 학업을 다른 가입국과 동등한 수준으로 보장하는 임시 보호 지침을 발동했다. 일부 비유럽인 및 루마니아인은 국경 지대에서 이들에 대한 인종 차별 사례를 보고했다.

## 2022년 침공 이전의 난민들
러시아-우크라이나 전쟁 중 러시아 연방의 크림반도 병합과 돈바스 전쟁은 침공 이전에 이미 2014년 이후 최소 200만 명의 난민과 국내 실향민을 낳았다. 일부 언론에서는 이들을 유럽의 잊혀진 난민이라고 부르기도 했다. 유럽연합의 냉담함, 비교적 낮은 망명 신청 성공률, 언론의 무관심 때문이다.
2022년 이전에 주로 돈바스에서 온 100만 명 이상의 난민이 2014년과 2016년 사이에 러시아로 건너간 반면, 우크라이나 내 실향민의 수는 2016년 3월 초까지 160만 명으로 증가했다.

## 이동

### 수송
서쪽으로 향하는 많은 난민들에게 기차는 우크라이나와 이웃 국가로 가는 중요한 이동 수단이었다. 우크라이나에서 대부분의 기차 서비스를 운영하는 우크라이나 철도의 CEO인 올렉산드르 카미신은 침공이 시작된 지 3주 만에 250만 명의 승객을 수송했다고 추정했다. 그는 수송량이 최고조에 달했을 때 하루에 190,000명을 수송했다고도 말했다.

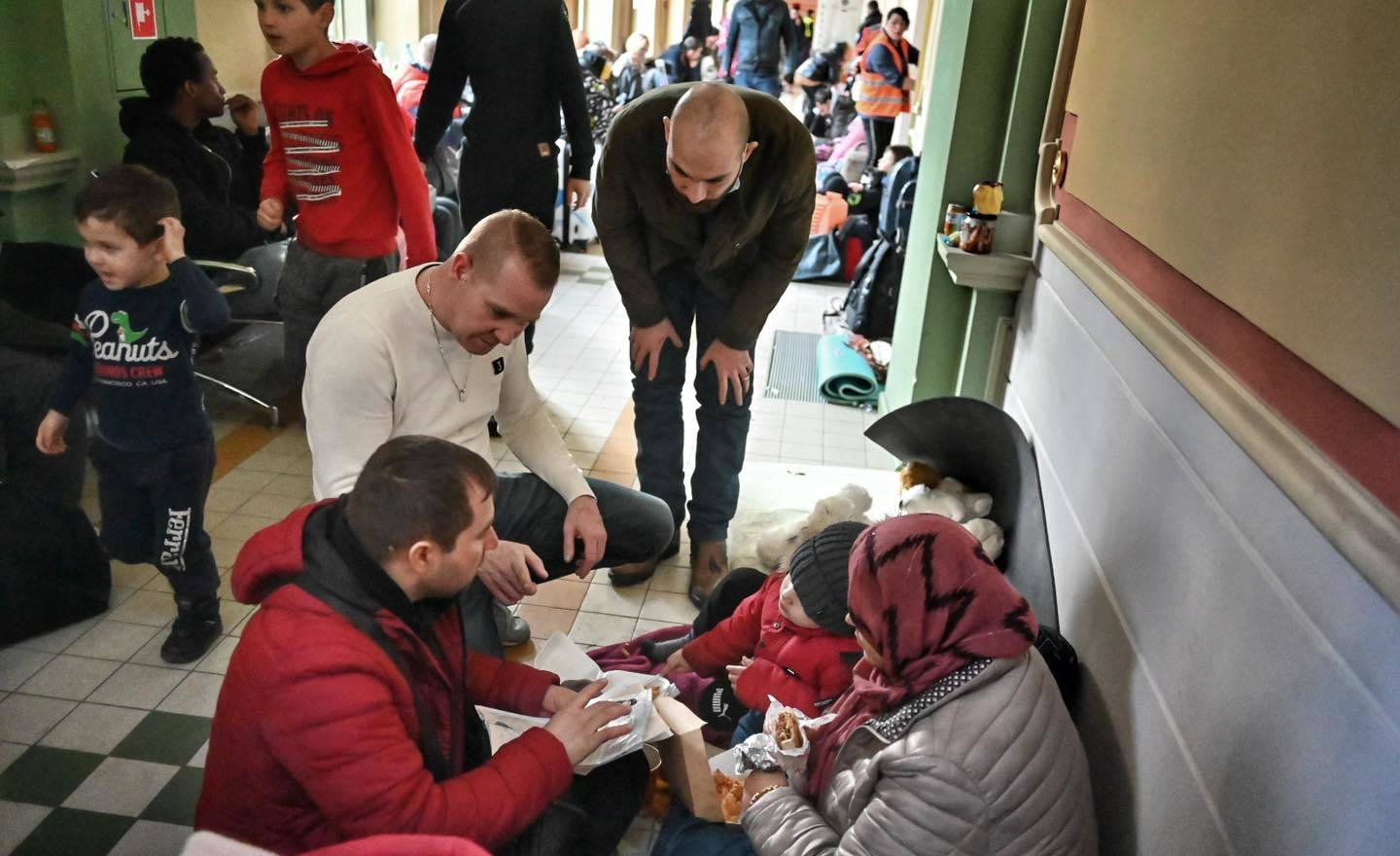
폴란드 국경 기차역 프셰미실 중앙역 근처의 난민

열차가 최대한 안전하게 이동할 수 있도록, 철도 회사는 폭탄으로 인한 선로 손상이나 우크라이나의 지역 통제권 상실 같은 상황에 지속적으로 적응해야 했다. 기차는 가능한 한 많은 사람을 수용하고 손상된 선로에 부딪힐 위험을 최소화하도록 자주 초과 수용했기에 천천히 움직여야 했다. 밤에는 열차가 표적이 될 가능성을 줄이기 위해 조명도 껐다.
오스트리아, 벨기에, 체코, 덴마크, 핀란드, 프랑스, 독일, 헝가리, 리투아니아, 네덜란드, 폴란드, 루마니아, 슬로바키아, 스위스 등 여러 유럽 국가의 철도 회사는 우크라이나 난민이 기차를 무료로 이동할 수 있도록 허용했다.
자동차나 도보로 이동하는 난민들로 인해 일부 국경 교차로에서는 수 킬로미터에 달하는 교통 체증이 발생했다. 우크라이나는 침공 당일 민간 항공기에 대해 영공을 폐쇄하여 하늘길을 통한 이동은 불가능했다.

### 기착지 및 월경
우크라이나 서부의 르비우시는 난민들의 주요 기착지가 되었다. 침공 이전의 인구 700,000명이던 곳에 매일 최대 100,000명의 난민이 도시에 도착했다. 르비우에서 기차는 슬로바키아와 헝가리와의 국경에 가까운 폴란드의 메디카 및 우지호로드와 같은 국경 교차점으로 난민을 수송한다. 메디카에서 대부분의 난민은 폴란드 프셰미실을 거쳐 유럽의 다른 지역으로 계속 이동한다.
다른 주요 월경지로는 루마니아의 시레트, 몰도바의 오크니차 및 Palanca, 헝가리의 Beregsurány, 슬로바키아의 Vyšné Nemecké 등이 있다.

## 수
| 우크라이나 인접 국가 *          | 우크라이나 인접 국가 * | 우크라이나 인접 국가 * | 우크라이나 인접 국가 * | 우크라이나 인접 국가 * |
| ------------------------------- | ---------------------- | ---------------------- | ---------------------- | ---------------------- |
| 국가                            |                        |                        | 수                     |                        |
| 폴란드                          | 폴란드                 |                        | 2,847,540              | 2,847,540              |
| 루마니아                        | 루마니아               |                        | 763,769                | 763,769                |
| 러시아                          | 러시아                 |                        | 563,266                | 563,266                |
| 헝가리                          | 헝가리                 |                        | 476,213                | 476,213                |
| 몰도바                          | 몰도바                 |                        | 428,577                | 428,577                |
| 슬로바키아                      | 슬로바키아             |                        | 346,175                | 346,175                |
| 벨라루스                        | 벨라루스               |                        | 23,900                 | 23,900                 |
| * UNHCR (2022년 4월 20일 기준). |                        |                        |                        |                        |

| 우크라이나 난민을 1만명 이상 받은 기타 국가* ** | 우크라이나 난민을 1만명 이상 받은 기타 국가* ** | 우크라이나 난민을 1만명 이상 받은 기타 국가* ** | 우크라이나 난민을 1만명 이상 받은 기타 국가* ** | 우크라이나 난민을 1만명 이상 받은 기타 국가* ** |
| ----------------------------------------------- | ----------------------------------------------- | ----------------------------------------------- | ----------------------------------------------- | ----------------------------------------------- |
| 국가                                            |                                                 |                                                 | 수                                              |                                                 |
| 독일                                            | 독일                                            |                                                 | 366,304                                         | 366,304                                         |
| 체코 공화국                                     | 체코 공화국                                     |                                                 | 300,000                                         | 300,000                                         |
| 불가리아                                        | 불가리아                                        |                                                 | 185,055                                         | 185,055                                         |
| 이탈리아                                        | 이탈리아                                        |                                                 | 98,406                                          | 98,406                                          |
| 튀르키예                                        | 튀르키예                                        |                                                 | 58,000                                          | 58,000                                          |
| 프랑스                                          | 프랑스                                          |                                                 | 55,000                                          | 55,000                                          |
| 스페인                                          | 스페인                                          |                                                 | 51,957                                          | 51,957                                          |
| 리투아니아                                      | 리투아니아                                      |                                                 | 47,800                                          | 47,800                                          |
| 오스트리아                                      | 오스트리아                                      |                                                 | 42,000                                          | 42,000                                          |
| 에스토니아                                      | 에스토니아                                      |                                                 | 39,500                                          | 39,500                                          |
| 이스라엘                                        | 이스라엘                                        |                                                 | 35,000                                          | 35,000                                          |
| 포르투갈                                        | 포르투갈                                        |                                                 | 31,543                                          | 31,543                                          |
| 스웨덴                                          | 스웨덴                                          |                                                 | 31,000                                          | 31,000                                          |
| 벨기에                                          | 벨기에                                          |                                                 | 30,807                                          | 30,807                                          |
| 덴마크                                          | 덴마크                                          |                                                 | 30,000                                          | 30,000                                          |
| 스위스                                          | 스위스                                          |                                                 | 24,837                                          | 24,837                                          |
| 아일랜드                                        | 아일랜드                                        |                                                 | 23,000                                          | 23,000                                          |
| 라트비아                                        | 라트비아                                        |                                                 | 22,607                                          | 22,607                                          |
| 네덜란드                                        | 네덜란드                                        |                                                 | 21,000                                          | 21,000                                          |
| 슬로베니아                                      | 슬로베니아                                      |                                                 | 18,415                                          | 18,415                                          |
| 핀란드                                          | 핀란드                                          |                                                 | 19,252                                          | 19,252                                          |
| 그리스                                          | 그리스                                          |                                                 | 16,700                                          | 16,700                                          |
| 크로아티아                                      | 크로아티아                                      |                                                 | 15,145                                          | 15,145                                          |
| 영국                                            | 영국                                            |                                                 | 12,000                                          | 12,000                                          |
| 노르웨이                                        | 노르웨이                                        |                                                 | 11,000                                          | 11,000                                          |
| * 각국 정부 집계. ** 배율은 왼쪽 틀의 1/2       |                                                 |                                                 |                                                 |                                                 |

난민의 수는 빠르게 변할 수 있으며 종종 추정치만 보여주기도 한다. 국가 간 이동이 반드시 공식 집계되지는 않는다. 우크라이나인은 비자 없이 일부 유럽 국가로 이동할 수 있으며, 특별 허가 없이 장기간 체류할 수도 있다. 다른 곳에서는 망명을 신청해야 한다 . 솅겐 협정으로, 솅겐 국가에 입국한 난민들은 비자나 국경 검사 없이 다른 솅겐 국가로 여행할 수 있다.
유엔 인도주의 업무 조정국은 2월 27일 두 달 안에 우크라이나에 750만 명의 국내실향민이 생길 것이며 1,200만 명이 의료 서비스를 필요로 하며,  피란민이 400만 명에 이를 것이라고 추정했다. 유엔난민고등판무관 (UNHCR)은 2차 세계대전 이후 유럽에서 가장 빠르게 커지고 있는 난민 위기라고 말했다. UNHCR에 따르면 2022년 4월 18일까지 우크라이나를 떠난 우크라이나 난민의 수는 거의 500만 명에 달했다.
유엔 인권 고등판무관 사무소의 통신국장은 우크라이나 난민들이 "경이적"인 속도로 탈출하고 있다고 말했다.
3월 21일에 발표된 유엔 산하 국제이주기구의 연구에 따르면 2014~2015년 유랑민 중 13.5%가 다시 유랑민이 된 것으로 나타났다. 이 연구에 따르면 난민 가구의 60%가 어린이와 함께 이동하고 있으며 해당 날짜에 우크라이나 안팎으로 1000만 명 가까운 난민 중 186,000명이 제3국 국민이었다.

## 국가

### 주변국
인접국은 입국한 난민 수 순으로 나열되어 있다. 나머지는 가나다순으로 나열한다.

#### 폴란드

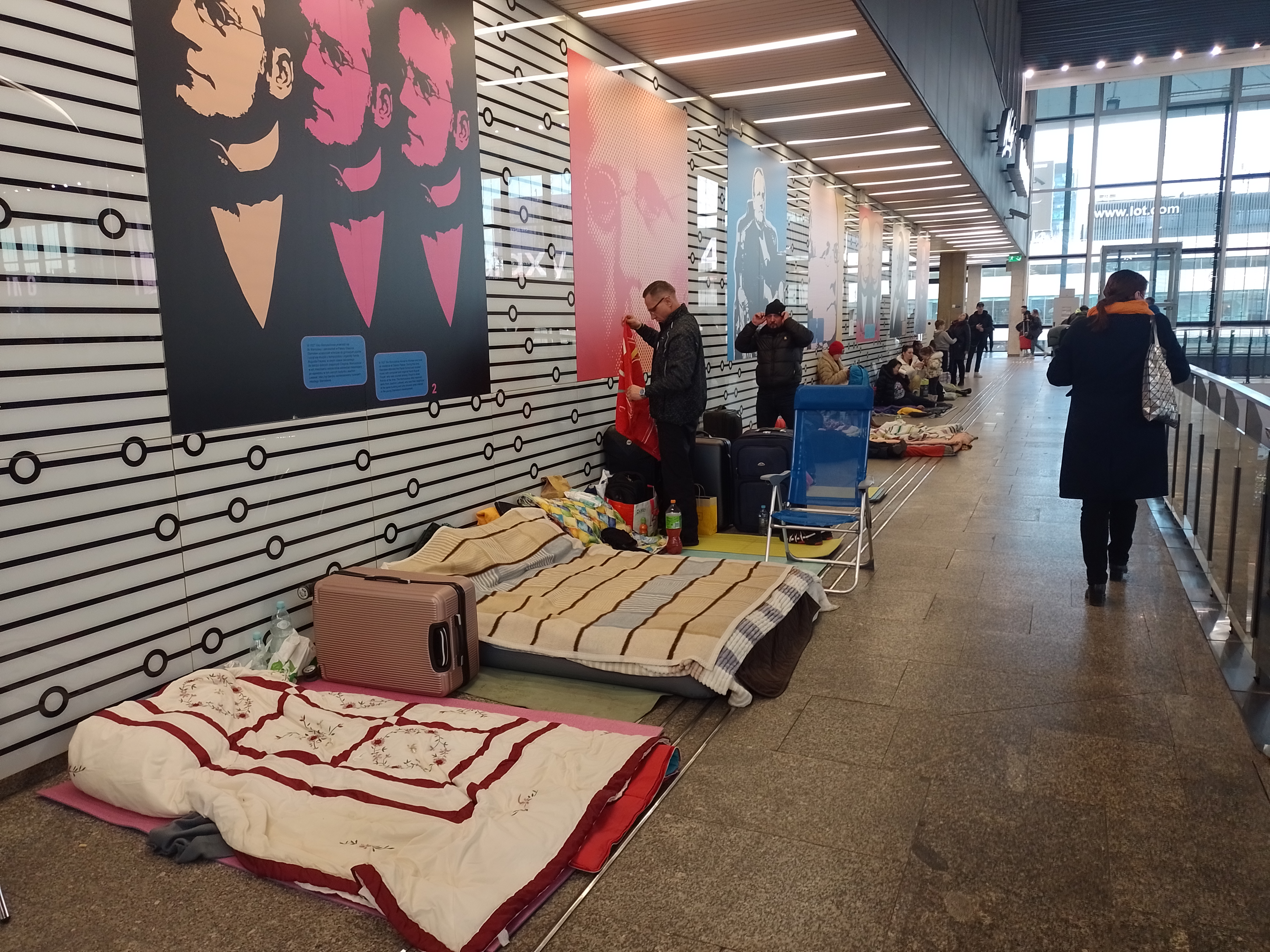
바르샤바 중앙역의 난민들

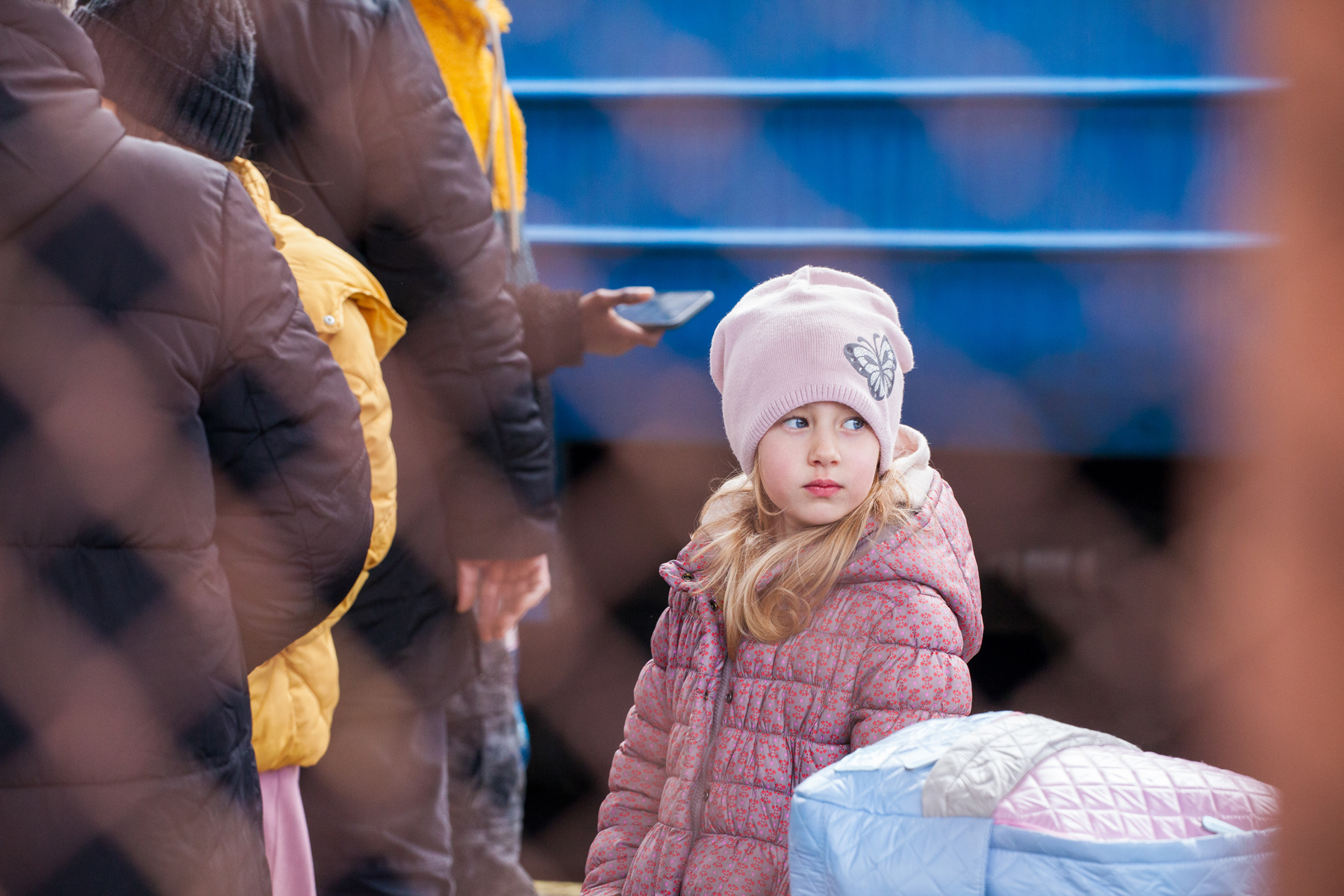
폴란드 프셰미실 기차역의 어린 난민

이미 2월 15일 폴란드는 우크라이나에 대한 러시아의 공격을 예상하고 있었다. 폴란드 정부는 지역 사회에 최대 100만명의 난민에 대비할 것을 요청했다. 4월 16일까지 거의 290만명의 우크라이나 난민이 폴란드에 입국했다. 폴란드는 국경 수속 과정을 크게 간소화했으며 다양한 신분 증명서가 허용될 것이라고 말했다.
폴란드의 모든 지역에 난민 집결소가 구축되었다. 지방 당국은 숙박, 음식 및 기타 필요물품을 무료로 제공했다. 그 외에도 수많은 시민과 단체가 자발적으로 무료 숙박 등을 제공했다. 우크라이나어로 된, 난민을 위한 정보 웹사이트도 마련되어 있다. 정부는 현재 우크라이나인이 EU 국가 출신이 아니라 취업 비자가 필요하기에, 폴란드에서 우크라이나인을 편하게 고용할 수 있도록 하는 법령 개정을 준비하고 있다.
유럽이사회 의장 샤를 미셸 3월 2일 폴란드-우크라이나 국경을 방문하여 "우크라이나인, 유럽 시민과 다른 나라 사람들에게 차별 없이 안전한 통행을 보장하는" 폴란드의 노력을 높이 평가했다. 이후 《프랑스 앵테르》 인터뷰에서 그는 우크라이나인과 폴란드인 군인이 인종차별을 자행한다는 주장은 "러시아의 선전"이며 정보전의 일부라고 비난했다. 많은 관찰자들은 난민 대부분이 폴란드 등 중부 유럽에 남을 것이라며 "연줄이 닿는 노동 시장, 저렴한 도시, 기존의 교포 공동체가 선택의 폭이 좁아지는 서부 유럽보다 우크라이나인에게 더 매력적인 대안"이라고 그 이유를 들었다.

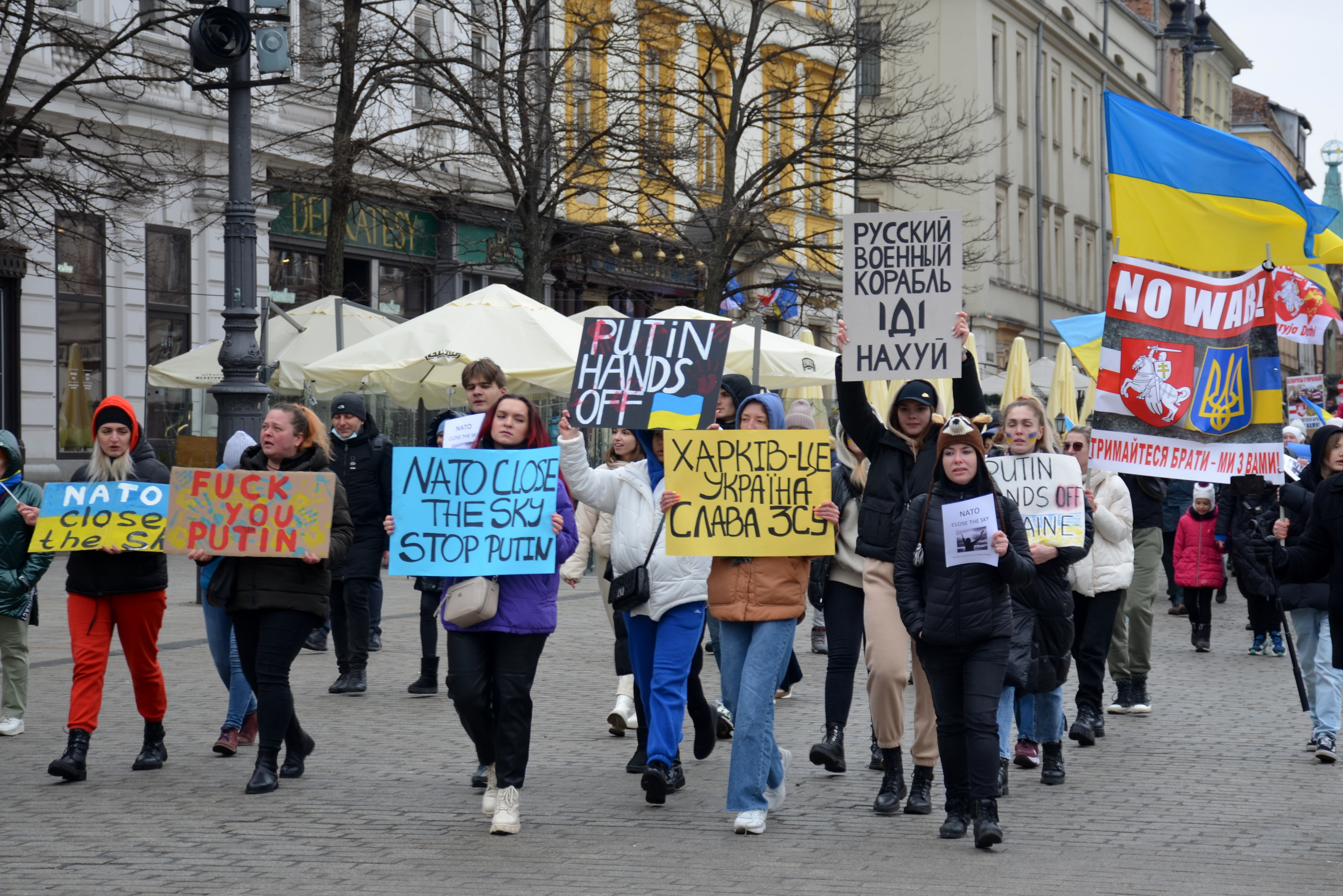
크라쿠프에서 전쟁에 반대하는 우크라이나 난민들

#### 루마니아
4월 19일 현재 루마니아 정부는 757,047명의 우크라이나인이 루마니아에 입국했다고 보고했다. 루마니아 국방장관 바실레 딘쿠는 2월 22일 루마니아가 필요하다면 500,000명의 난민을 수용할 수 있다고 발표했다. 첫 난민은 이틀 후에 도착했다. 3월 15일 외무장관 보그단 아우레스쿠는 약 80,000명이 자국에 남아 있다고 보고했다.
일부 루마니아인은 예전 루마니아로 도피한 우크라이나 시민이다.

#### 러시아
우크라이나 당국에 따르면 러시아가 점령한 우크라이나 영토에서 러시아군이 사람들을 러시아로 강제 이주시키고 난민으로 위장했다고 한다. 러시아 연방 정부 통계에 따르면 2022년 4월 19일까지 549,805명의 난민이 러시아를 방문했다.2022년 3월, 우크라이나 외무부는 2,389명의 우크라이나 어린이들이 러시아 점령지인 도네츠크와 루간스크에서 납치되어 러시아로 이송되었으며, 이중에는 "수천명"의 마리우폴 주민들이 있다고 주장했다.

#### 헝가리

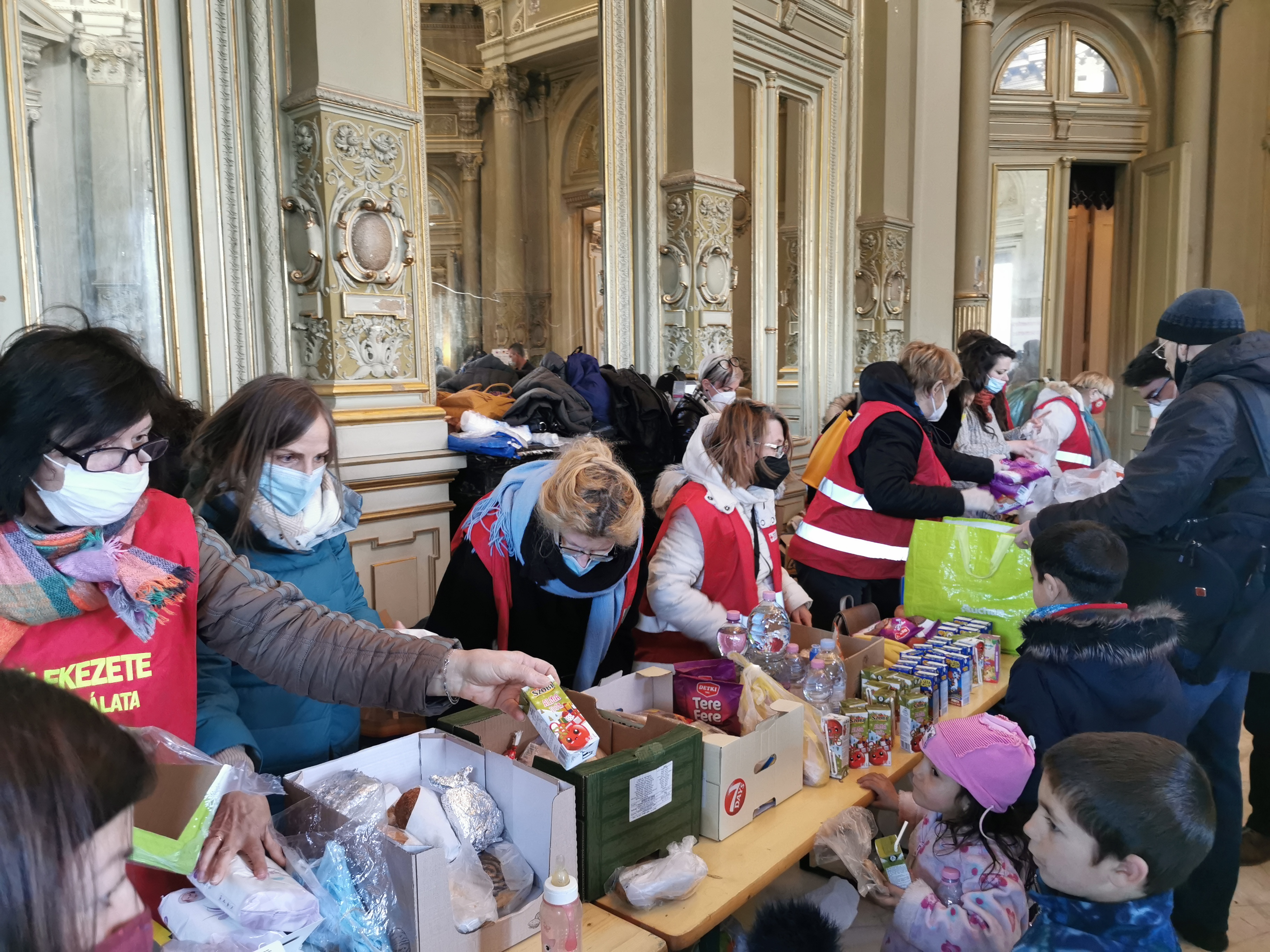
난민을 돕는 헝가리 자원 봉사자

러시아 침공 초기부터 4월 19일까지 471,080명의 우크라이나 난민이 헝가리에 도착했다. 솅겐 지역 내 국경 검문소가 없어 헝가리는 사람들이 다른 솅겐 국가로 얼마나 이주했는지 알 수 없다. 제3국에서 온 500명이 기차를 타고 부다페스트로 와 경찰에 도움을 요청했다. 대부분 우크라이나에 살던 아시아 및 아프리카 출신 학생이나 이주 노동자였다.

#### 몰도바

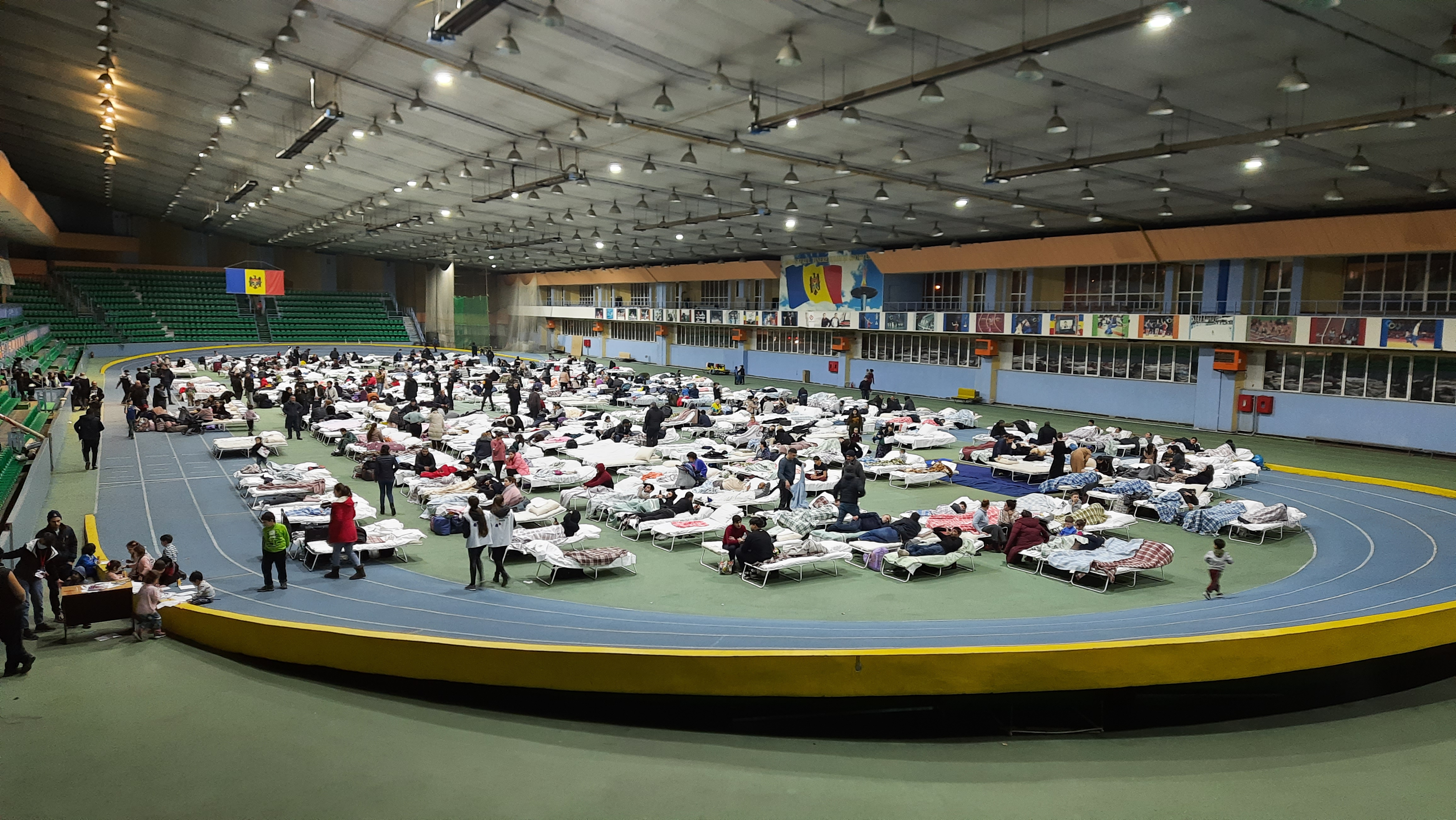
키슈나우에 설립된 난민 센터 중 하나

몰도바는 오데사주와 빈니차주에서 난민을 받은 최초의 국가 중 하나였다. 몰도바 당국은 난민을 위한 숙박 및 인도적 구호를 용이하게 하기 위해 위기 관리 센터를 활성화했다. 4월 19일 기준 426,964명의 우크라이나 난민이 몰도바에 입국했다. 몰도바 총리 나탈리아 가브릴리샤는 4월 5일 100,000명의 난민이 몰도바에 머물고 있으며 그 중 거의 절반이 어린이라고 말했다. 4월 11일 UN은 몰도바가 "약 95,000명의 우크라이나인을 수용하고 있다"고 밝혔다. 국경없는이사회에 따르면 체류하지 않은 난민 대다수는 루마니아, 폴란드 또는 기타 유럽 국가로 갔다.
몰도바는 유럽에서 가장 가난한 국가 중 하나이나 모든 국가 중 1인당 난민 수가 가장 많았다. 《Middle East Eye》에 따르면 이는 사회적 긴장을 야기했으며, 난민 유입 해결에 국제 원조가 중요하다고 보도했다. 3월 22일 《파이낸셜 타임즈》는 현재 몰도바 인구의 4%가 난민이라고 추정했으며 몰도바 정부가 긴급 상황에 대처에 필요한 재정 지원을 요청했다고 보도했다. 4월 5일 베를린에서 열린 회의에서 독일과 프랑스, 루마니아 등 여러 유럽연합 국가는 몰도바에 6억 5,950만 유로를 지원하기로 합의했다.
몰도바는 러시아의 지원을 받는 트란스니스트리아와의 내부 갈등으로 인해 러시아의 침공에 대해 비판적이다. 몰도바 정부는 무료 버스를 제공하고 있으며, 루마니아는 몰도바의 부담을 줄이기 위해 사람들을 루마니아로 이주시켰다. 3월 12일 독일은 몰도바에 있던 2,500명의 난민을 수용하는 데 동의했다. 3월 5일 독일은 추가로 12,000명의 난민을 수용할 것이라고 발표했다.
일부 우크라이나 난민은 미승인국 트란스니스트리아로 이동했다. 국영 신문 《Novosti Pridnestrovya》는 4월 4일 총 약 27,300명의 우크라이나 시민이 트란스니스트리아에 도착했으며, 그 중 21,000명이 임시 거주 허가를 신청했다고 보도했다.

#### 슬로바키아

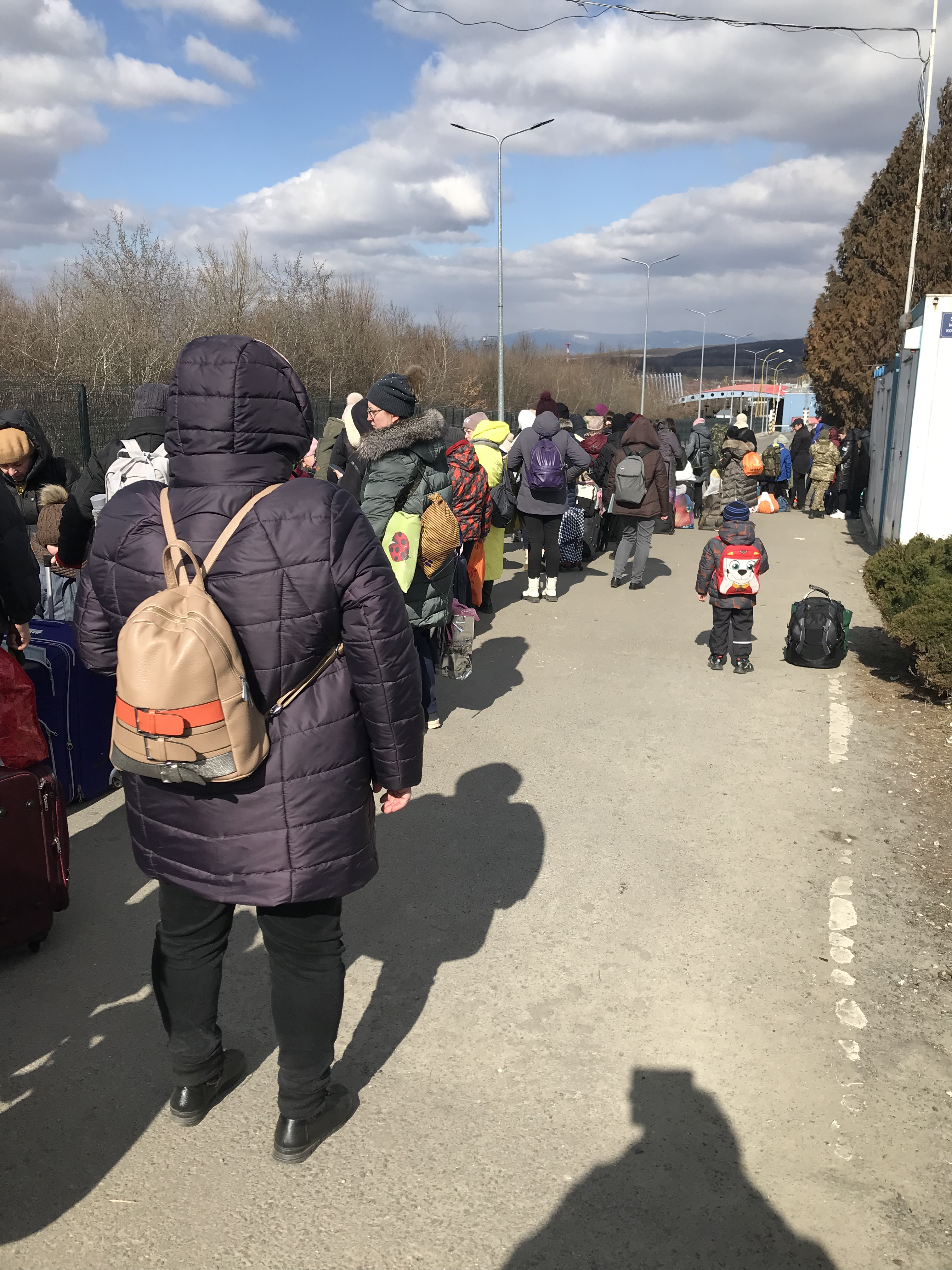
3월 10일 슬로바키아에 입국하는 난민들

3월 8일 기준 슬로바키아는 140,000명이 넘는 사람들을 받아들였다. 4월 19일까지 342,813명의 우크라이나 난민이 슬로바키아에 입국했다.

#### 벨라루스
벨라루스 정부 통계에 따르면 4월 19일까지 23,759명이 벨라루스로 왔다.

### 기타 유럽 국가

#### EU 법적 프레임워크
우크라이나는 유럽 연합과 협회 협정을 맺고 있으며 2017년부터 생체 인식 여권을 소지한 우크라이나인은 솅겐 지역에서 90일 무비자 체류를 할 수 있는 권리가 있다. 우크라이나 침공 이후 위원회는 회원국들에 인도적 차원에서 생체 인식 여권이 없는 사람들의 입국 및 체류 승인을 촉구했으며 회원국들은 난민들이 국경을 넘어 도착하기 시작한 이후로 그대로 따랐다.
3월 4일, EU 이사회는 우크라이나를 탈출한 난민이 표준 유럽 연합 망명 절차를 거치지 않아도 되도록 역사상 첫 임시 보호 지침 시행을 만장일치로 가결했다. 임시 보호는 처음 1년 동안 EU 회원국에 체류할 수 있는 권리를 부여하는 긴급 조치이며 최대 3년까지 연장될 수 있다. 수혜자들은 거주, 노동 시장 및 주택에 대한 접근, 의료 지원, 아동 교육에 대한 접근 등 EU 전역에서 이러한 권리를 누린다. 평의회는 실향민 할당제 대신 수혜자들이 목적지를 자유롭게 선택할 수 있도록 했다.

#### 그리스
3월 1일, 그리스 정부는 마리우폴과 그 주변 지역에서 그리스인 10만 명을 대피시키는 것을 고려하고 있었다. 초기의 난민들은 대부분 우크라이나에 거주하던 그리스인 공동체 출신이었다. 정부 인사에 따르면 4월 4일까지 16,700명 이상의 우크라이나 난민이 그리스에 도착했다. 그 중 5,117명은 미성년자였다.

#### 네덜란드

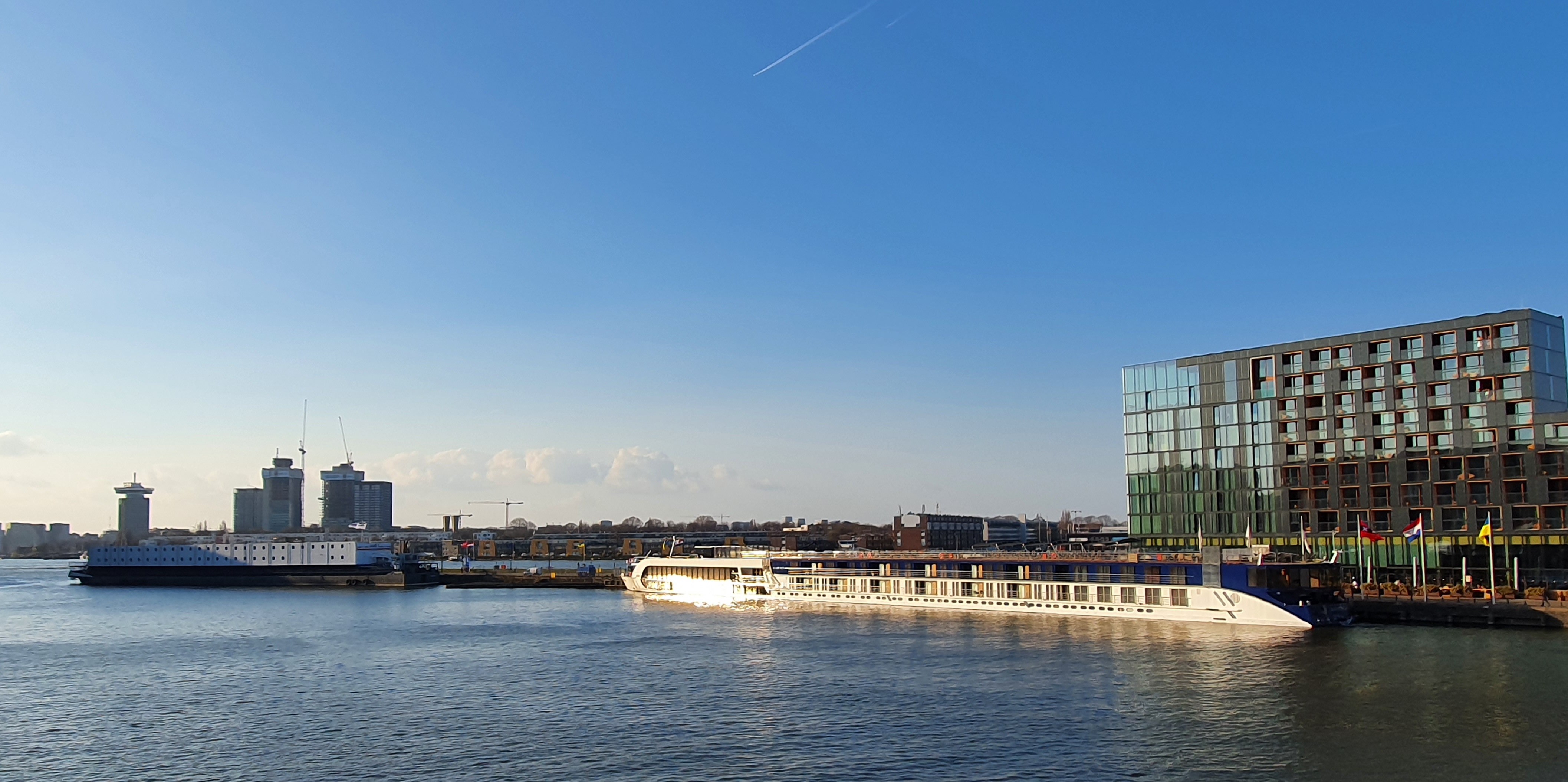
Java-eiland의 선박

침공 이전 일부 우크라이나인들은 안위를 위해 이미 네덜란드로 날아가 3개월 동안 머물 수 있었다. 이 기간 동안 난민 센터는 이미 "과밀화"되어 자신의 숙소를 찾아야 했다. 국무장관 에릭 반 데르 부르크는 난민은 가능한 한 자국에서 수용되어야 하지만, "이제 유럽이 그 지역"이라는 원칙이 항상 강조되어 왔다고 말했다. 2월 27일 기준 네덜란드에 도착한 우크라이나 난민은 50명 미만이었다.
그러나 3월 8일까지 325명의 우크라이나 난민이 로테르담에 도착했다. 현지 당국은 로테르담이 당초 예상치인 1000명보다 더 많은 우크라이나인을 수용하게 될 것이라고 말했다.
법무부장관 예실괴즈의 서한에는 네덜란드 내각이 우크라이나 난민을 위한 50,000곳의 장소 확보를 원한다는 내용이 적혀 있었다.
3월 16일까지 암스테르담시 당국은 300명의 난민을 수용하기 위해 자바 아일랜드에 정박하던 선박을 인수했다.

#### 덴마크

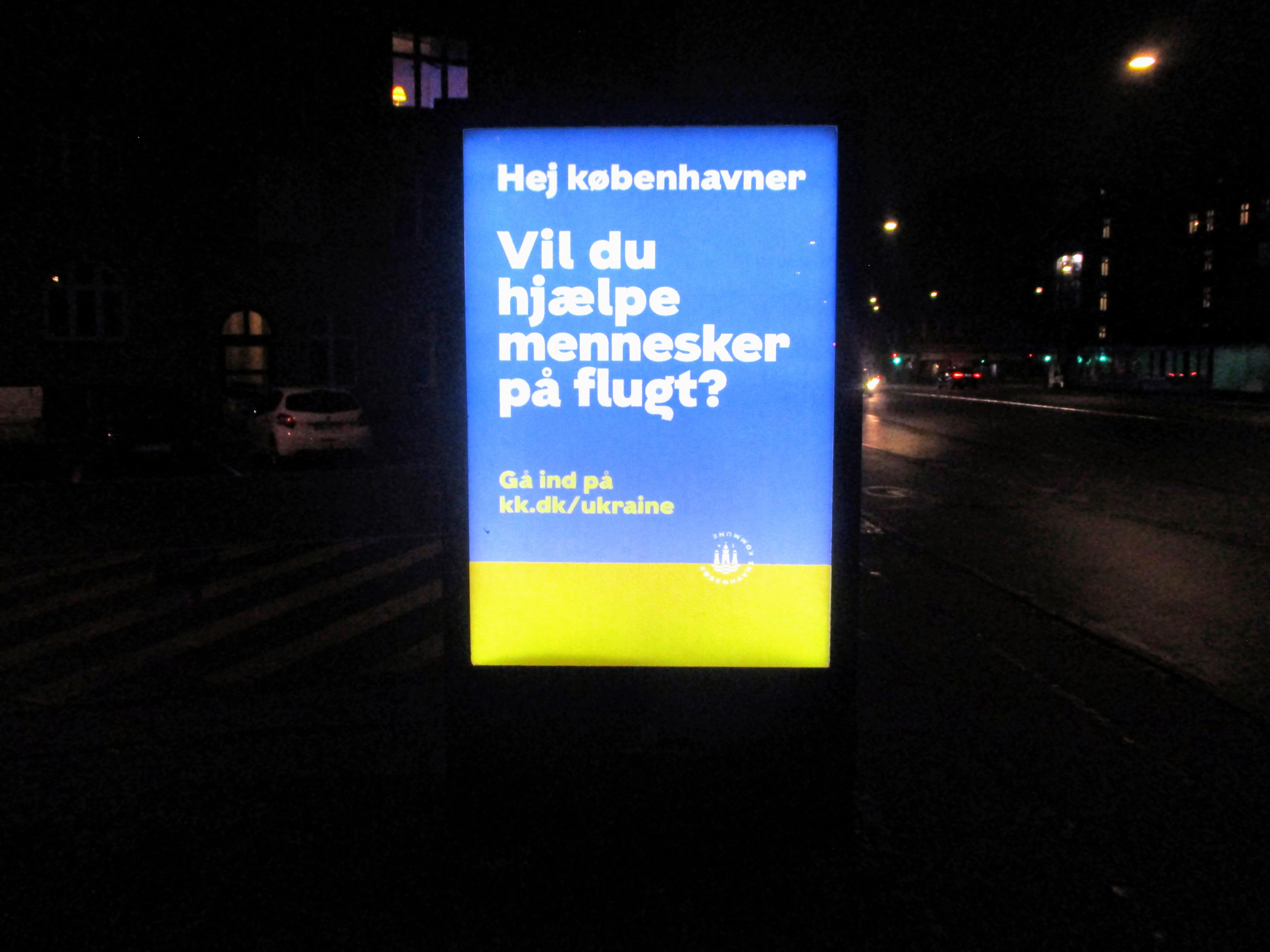
코펜하겐시청이 내건, 우크라이나 난민 도움말 페이지 광고 포스터

3월 25일까지 덴마크 당국은 약 24,000명의 우크라이나인을 등록시켰으며, 그 중 절반은 어린이였다. 우크라이나인에 대한 무비자 규정, 개방된 국경, 산발적인 통제로 인해 정확한 숫자는 알 수 없다. 당국은 전쟁 발발 시 10만 명을 넘어설 것으로 내다봤다. 우크라이나 시민, 그들의 친인척 및 우크라이나에서 이미 난민 지위를 획득한 비우크라이나인은 사전 망명 요청 없이 2년 체류 허가(연장 가능)를 받을 수 있다. 당국은 부활절 이후 약 40,000명으로 늘어날 것으로 예상한 가운데, 4월 1일까지 약 30,000명의 난민이 덴마크에 도착했다.

#### 독일

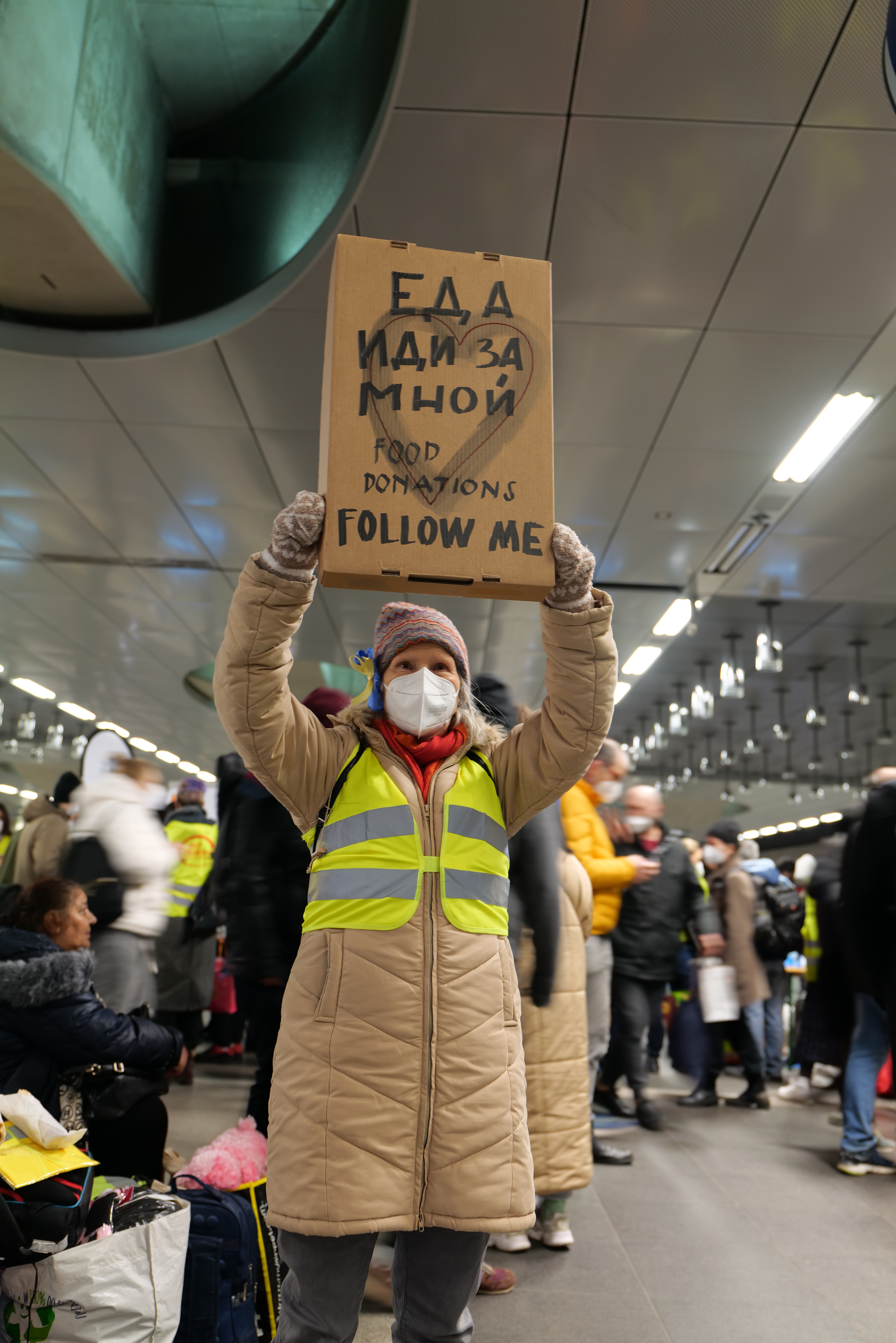
베를린 기차역에서 난민 안내 표지판을 들고 있는 자원 봉사자

우크라이나에서 첫 번째 난민이 2022년 2월 25일 저녁 브란덴부르크주에 도착했다, 연방 정부는 초기에 약 10,000명의 사람들을 준비하고 있었다. 다른 주에서도 지원을 약속했다. 또한 메클렌부르크포어포메른주는 우크라이나로 강제 송환하지 않기로 결정했다.
3월 8일, 법적 규범이 제정되어(Ukraine-Aufenthalts-Übergangsverordnung) 2022년 2월 24일 러시아 공격이 시작될 때 합법적으로 우크라이나에 거주하고 있던 우크라이나인 및 독일 내 제3국 국민의 입국 및 거주를 일시적으로 합법화했다.
독일 국영 철도 회사인 독일철도는 우크라이나 여권 또는 신분증을 소지한 난민들이 폴란드에서 독일까지 장거리 열차를 무료로 이용할 수 있도록 허용했다. 또한 다른 목적지로 계속 가고자 하는 난민들에게 무료 티켓을 제공했다. 3월 17일까지 100,000개 이상이 발행되었다. 독일운송회사협회는 독일 내 우크라이나 난민을 위해 버스와 기차를 통한 모든 단거리 이동 요금도 받지 않기로 했다.
독일 언론은 다른 나라, 특히 2015년 유럽 이민자 위기 기간에 도착한 난민과 우크라이나 난민을 다르게 묘사한다는 점을 두고 논쟁을 벌였다.
연방 내무부에 따르면 2022년 3월 6일 정오까지 37,786명의 우크라이나 전쟁 난민이 독일에 접수되었다. 3월 14일까지 그 수는 거의 147,000명에 이르렀다. 3월 23일까지 거의 239,000명의 난민이 독일에 입국했다. 내무부는 3월 10일까지 30만 채의 개인 주택이 숙박을 제공했다고 밝혔다. 임시 대피소는 이전 베를린 테겔 공항과 베를린 브란덴부르크 공항 터미널 5와 같은 장소에 세워졌다.

#### 라트비아
라트비아 내무부는 이르면 2월 14일 우크라이나인의 대규모 유입에 대한 계획을 마련했다. 2월 24일, 정부는 우크라이나에서 온 약 10,000명의 난민을 수용할 비상 계획을 승인했다. 여러 비정부 기구, 지방 자치 단체, 학교 및 기타 기관도 숙박 시설을 제공하기로 약속했다. 2월 27일, 약 20명의 전문 운전기들이 자원하여 구호물품을 들고 루블린에서 출발, 우크라이나 난민을 데려왔다.
첫 번째 난민은 2월 26일 도착했고 3월 2일까지 라트비아는 1,000명 이상의 우크라이나 난민을 받아들였다. 3월 2일 라트비아어, 우크라이나어, 영어 및 러시아어로 된 "우크라이나에서 라트비아로"라는 공식 지정 포털이 개설되었으며 3월 7일 3,000~4,000명의 우크라이나 난민이 라트비아에 도착하면서 Riga Congress Hall에 우크라이나 난민 지원 센터가 개설되었다. 3월 9일까지 67명의 우크라이나 시민에게 인도주의적 비자가 발급되었다. 점점 늘어나는 난민에 대처하기 위해 3월 14일 리가 공과대학의 옛 건물에 두 번째 우크라이나 난민 지원 센터가 문을 열 예정이다. 2022년 3월 20일 기준 6,253명의 우크라이나 난민이 리가에 등록되어 있다. 러시아 침공 시작부터 2022년 3월 23일까지 12,000명, 4월 5일까지 18,000명의 우크라이나 난민이 라트비아에 입국했다.

#### 리투아니아
러시아 침공이 시작된 이후 2022년 4월 19일까지 거의 46,900명의 우크라이나 난민이 리투아니아에 입국했다. 그중 19,300명은 어린이 (5.200명은 6세 미만), 2,100명은 65세 이상이었다.

#### 룩셈부르크
룩셈부르크 외무부는 유럽 규정에 화답하며 룩셈부르크시에 "첫 번째 접수 센터"를 설립했다.

#### 벨기에
2월 25일 벨기에의 망명 및 이민 담당 장관 새미 마흐디는 유럽 국가들이 난민 수용에 협조할 것을 요청했다. 이틀 후 개발부 장관 메르얌 키티르(Meryame Kitir)는 우크라이나에 대한 추가적인 인도적 지원을 위해 300만 유로를 할당할 것이라고 발표했다. 3월 17일 기준 벨기에에 10,000명의 난민이 임시 보호를 신청했고, 4월 14일까지  30,807명의 난민이 등록되었다.

#### 불가리아
3월 5일까지 대략 25,000명의 우크라이나 난민이 불가리아에 입국했다. 들어온 피란민의 수는 3월 12일 기준 거의 70,000명, 3월 28일까지 약 125,500명에 다다랐다. 4월 16일까지 185,055명의 우크라이나 시민이 불가리아에 입국, 87,439명이 불가리아에 남아 있었다. 그 중 약 25,000명이 어린이였다.

#### 세르비아
3월 11일 기준 세르비아 공화국 난민 및 이주 위원회(KIRS)에 따르면 세르비아에는 1,000명이 약간 넘는 우크라이나 난민이 있다.

#### 스웨덴
3월 11일 기준 당국은 러시아의 침공 이후 스웨덴에 입국한 우크라이나인을 5,200명으로 기록했다. EU 전역의 우크라이나인에 대한 90일 무비자 규정, 스웨덴 국경 등록 규정으로 인해 실제로는 훨씬 더 많은 하루 약 4,000명 정도로 추정된다. 스웨덴은 2022년 상반기 약 76,000명의 난민을 받을 것으로 예상된다.

#### 스위스
우크라이나 시민(생체인증 여권 소지)은 이미 비자 없이 스위스에 입국할 수 있었으며 최대 체류 기간은 3개월이었다. 법무부 장관 카린 켈러 수터는 2월 28일 향후 여권이 없는 난민도 환영받을 것이며, 거주 기간 제한도 없을 것이라고 발표했다. 연방 정부와 칸톤은 9,000명의 난민에게 숙박 시설을 제공할 것이다. 3월 11일 법무부 장관은 이미 2,100명의 난민이 스위스에 등록되어 있으며 최대 60,000명의 난민이 올 수 있다고 말했다. 4월 5일 현재 24,837명의 난민이 등록되었고 그 중 18,149명이 이미 S 허가를 받았다.

#### 스페인
스페인은 이미 거주하고 있는 10만 명의 우크라이나인의 체류권을 완전히 합법화할 것이라고 발표했다. 이로서 그들이 "합법적으로 일을 하여 교육, 건강 및 사회 정책에 접근할 수 있을 것"이라고 총리 페드로 산체스는 말했다. 지방 정부에서 중앙 행정부까지 여러 당국은 더 많은 우크라이나 난민을 수용할 의향이 있다고 밝혔다. 2022년 3월 31일 총리 산체스는 공식적으로 30,000명의 우크라이나 난민이 임시 보호 지위를 부여받았지만 그 숫자는 다음 날 70,000명으로 증가할 것으로 예상한다고 발표했다. 많은 난민들이 친척이나 친구와 함께 머물렀고, 아직 당국에는 알리지 않았다.
스페인 포함, 사회 보장 및 이민부는 포수엘로데알라르콘, 바르셀로나, 알리칸테, 말라가에서 우크라이나 난민을 위한 수용, 주의 및 재배치 센터(CREADE)를 활성화하여 첫 3주 동안 임시 보호를 위한 약 40,000건의 갈등 조정 신청을 해결했다.

#### 슬로베니아
러시아 침공 시작부터 2022년 3월 23일까지 3,000명 이상의 우크라이나 난민이 슬로베니아에 들어왔다. 이 수는 3월 28일 7,000명,  4월 15일 18,415명으로 증가했지만, 대다수가 슬로베니아에 체류하지 않았다.

#### 아이슬란드
4월 13일 기준 748명의 난민이 아이슬란드에 도착했다. 그 중 26%는 18세 미만이었다.

#### 아일랜드
3월 초 아일랜드 정부는 10만 명 이상의 난민을 수용할 것으로 예상한다고 발표했으나, 이 수치는 이후 200,000명으로 증가했다. 2022년 4월 11일까지 21,000명의 난민이 도착했으며 이 중 약 13,000명은 국가에서 제공하는 숙박 시설에 수용되어 있었다. 정부, 4월 말까지 우크라이나 난민이 4만명을 넘어설 것이라 예상했다.

#### 에스토니아
3월 18일까지 3분의 1 이상이 어린이인 25,190명의 난민이 에스토니아에 도착했다. 전체 난민 중 6,437명은 다른 나라로 떠났고, 나머지 18,753명은 에스토니아에 체류할 계획이었다. 3월 31일까지 25,347명의 난민(약 40%가 어린이)이 에스토니아에 입국했다. 에스토니아 정부는 임시 보호 신청을 13,289건 접수했다.
4월 19일까지 우크라이나 난민 32,020명이 에스토니아에 입국했다. 그 중 4,589명 이상은 임시 주택에 거주하고 있다.

#### 영국
영국은 3월 13일까지 약 1,000건의 비자를 발급했다. 영국 국내 및 해외 언론 모두 난민이 영국에 입국하는 데 너무 많은 관료주의적 장애물이 있고, 이미 영국에 가족이 있는 난민에게만 입국을 허용한다는 비판을 받았다. 3월 4일 영국은 영국 국민과 영국 거주 우크라이나인이 우크라이나에서 확대 가족 구성원 동반이 허용될 것이라고 발표했다. 총리 보리스 존슨은 20만 명의 우크라이나 난민을 수용할 수 있다고 밝혔다. 2022년 3월 7일, 프랑스 내무장관 제랄드 다르마냉은 많은 우크라이나 난민들이 칼레의 영국 관리들에게 거절당하고, 파리나 브뤼셀에 있는 영국 영사관에서 비자를 받으라는 지시를 받았다고 말했다. 에마뉘엘 마크롱은 영국이 우크라이나 난민을 돕지 않는 것에 대해서도 비판했다.
3월 12일 마이클 고브는 우크라이나 난민에게 집을 제공한 영국인에게 한 달 350파운드를 지급하는 "우크라이나를 위한 집" 계획을 발표했다.
3월 28일 내무부는 우크라이나 가족 제도에 따라 난민들이 이미 영국에 거주하고 있는 친인척과 합류할 수 있는 21,600개의 비자를 발급했다고 발표했다. 그러나 정부는 고브가 이전에 발표한 "우크라이나를 위한 집" 계획 중 느리고 관료적인 절차에 대해 비판을 받았다. 난민 위원회, 영국 적십자사, 세이브 더 칠드런, 옥스팜은 성명을 통해 이 시스템이 "이미 트라우마를 받은 우크라이나인에게 큰 고통을 주고 있다"고 경고했다. 이 계획에 따른 2,500개의 비자 신청이 3월 30일까지 승인되었다. 2022년 4월 《타임스》는 여성 난민이 영국 남성에게 착취당할 위험이 있으며, 일부는 성관계나 심지어 결혼을 제안하기도 한다고 밝혔다. 4월 13일, 유엔난민기구는 여성에 대한 성적 착취가 우려되므로, "우크라이나를 위한 집" 계획에 따른 독신 영국 남성과 독신 우크라이나 여성 난민을 짝지어주는 것을 중단하라고 영국에 요청했다.
4월 8일까지 총 12,000명의 우크라이나 난민이 영국에 입국했다. 그 중 1,200명은 "우크라이나를 위한 집" 계획에 따라, 10,800명은 영국에 가족이 있는 사람들을 위한 정책에 따라 들어왔다. 영국 정부는 4월 7일까지 우크라이나인으로부터 79,800건의 비자 신청을 받았고 40,900건을 발급했다.

#### 오스트리아
오스트리아 내무장관인 오스트리아 국민당의 게르하르트 카너와 독일 연방 수상 카를 네하머는 오스트리아가 우크라이나 난민을 받아들일 의향이 있다고 발표했다. 모든 난민은 90일 동안 체류할 수 있다. 오스트리아에 도착한 150,000명의 우크라이나 난민 중 약 7,000명이 망명을 신청했으며 대부분은 다른 나라로 갔다.

#### 이탈리아
총리 마리오 드라기에 따르면 3월 9일까지 23,872명의 우크라이나 난민이 주로 이탈리아-슬로베니아 국경을 통해 이탈리아에 도착했다. 3일 후인 3월 12일까지 이 숫자는 34,851명, 4월 7일 86,066명, 4월 20일까지 97,912명으로 증가했다.

#### 체코 공화국

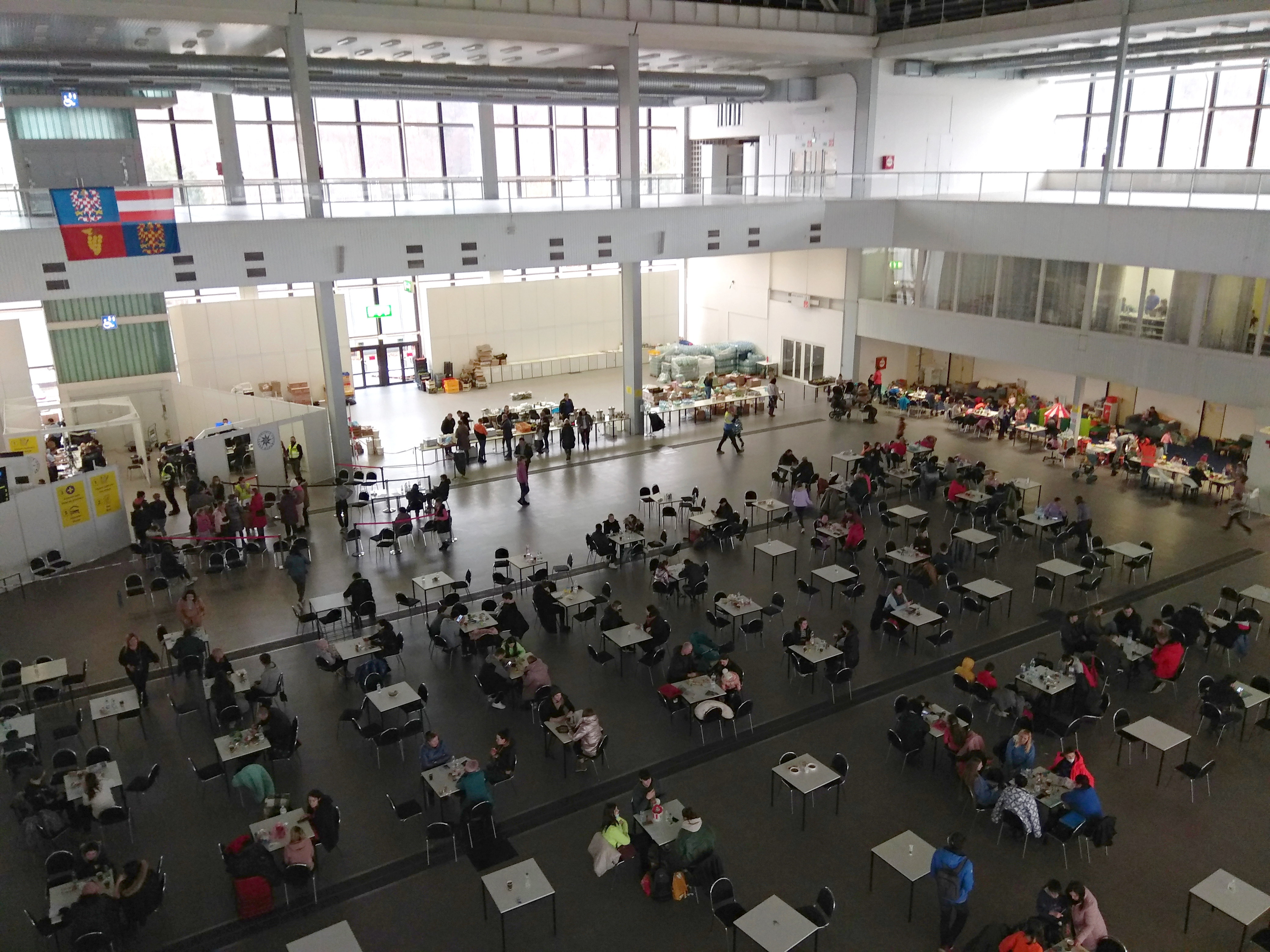
체코 브르노의 우크라이나 난민

체코 공화국은 우크라이나 난민들에게 재정적, 인도적 지원 뿐만 아니라, 자녀를 위한 국립 숙박 시설과 교육도 제공하고 있다. 체코 공화국은 3월 7일까지 100,000명 이상, 3월 10일 기준 약 200,000명의 우크라이나 난민을 수용했다. 국가의 최대 수용 능력에 근접함에 따라 정부는 난민촌 건설을 고려하고 있다. 3월 17일까지 우크라이나에서 체코로 온 난민의 수는 270,000명 이상, 3월 23일 300,000명, 4월 7일 기준 430,000명으로 증가했다.
난민이 등록, 숙박, 건강 보험 또는 기타 지원을 받을 수 있도록 우크라이나에 대한 도움 및 지원을 위한 지역 센터 네트워크가 국가의 지방 주요 거점에 만들어졌다. 3월 17일, 난민들이 더 쉽게 거주 허가를 받고 의료 서비스를 이용할 수 있도록 하는 법안이 의회를 통과했다.
3월 17일 AP 통신과 BBC 뉴스 등 일부 언론은 체코 총리가 "체코 공화국은 더 이상 우크라이나 난민을 받아들일 수 없다"고 말했다고 잘못 보도했다. 그러나 이는 오역이었다. 본뜻은 "우리는 큰 문제 없이 흡수할 수 있는 한계에 도달했다(...) 더 많은 숫자에 대처할 수 있도록 조치해야 한다"였다. BBC는 이후 잘못된 번역을 수정했다.

#### 크로아티아
러시아 침공이 시작된 날부터 3월 28일까지 15,000명의 우크라이나 난민이 크로아티아에 들어왔다.

#### 키프로스
키프로스 내무부는 3월 9일까지 러시아 침공 다음날부터 약 3,000명의 우크라이나 난민이 키프로스에 들어왔다고 보고했다. 이 중 19명은 망명을 신청했다. 4월까지 그들의 수는 약 10,000명이었다.

#### 포르투갈
2022년 4월 18일 기준, 포르투갈은 우크라이나로부터 31,543명의 난민을 받았다. 난민들의 대부분은 우크라이나 시민이고, 5%는 우크라이나 침공 당시 우크라이나에 살고 있던 비우크라이나 국민이다. 여성은 난민 21.220명, 남성은 10.323명, 미성년자는 11.024명이다.2022년 4월 6일 기준으로 부모나 법적 보호자 없이 입국한 미성년자는 350명이다. 대부분의 경우, 이 미성년자들은 가까운 친척들과 함께 도착했다. 하지만 그 중 16명은 동반자가 없었고, 이 숫자는 4월 7일까지 45명으로 늘었다. 2022년 3월 29일 기준, 1,800명의 포르투갈 가정이 위탁 양육을 제공하겠다고 제안했다. 포르투갈 당국은 다수의 친척을 찾을 것으로 예상하고 있으며, 소수의 사람들만 영구적인 입양이 필요할 것이다.
2022년 침공 이전 포르투갈에는 이미 27,200명의 우크라이나 이민자가 있었다. 난민 사태 이후 우크라이나 이민자 공동체는 3월 기준 52,000명 이상으로 거의 두 배 가까이 늘어나 포르투갈에서 두 번째로 큰 집단이 되었다. 이민자 공동체는 난민 수송을 조직하는 데 도왔다.
4월 8일까지 포르투갈 정부는 임시 거주 요청 29,061건 중 11,400건을 허가했다. 2022년 4월 6일까지 2,115명의 우크라이나 난민 아동이 포르투갈 공립학교에 등록했다. 이는 3월 22일의 약 600명에서 증가한 수치이다. 2022년 4월 6일 기준 359명의 난민이 취업자, 4,261명이 구직자로 등록되었으며 2,880명이 포르투갈어 수업을 신청했다. 2022년 4월 6일 기준 포르투갈 사회 보장국은 우크라이나 난민의 요청 1,412건을 처리했다. 포르투갈 정부는 우크라이나 난민에 대한 제한이 없다는 점을 거듭 강조했다.

#### 프랑스
3월 10일, 내무부는 우크라이나에서 7,251명이 프랑스에 도착했으며, 그 중 6,967명이 우크라이나인이라고 보고했다. 프랑스 내무장관 제랄드 다르마냉에 따르면, 3월 16일 기준 최소 17,000명의 우크라이나 난민이 프랑스에 입국했다. 3월 24일 총리 장 카스텍스는 목요일 니스의 새로운 우크라이나 난민 수용소를 방문, 2월 25일 이후 3만 명의 우크라이나 난민이 프랑스에 입국했다고 밝혔다. 3월 30일 기준 약 45,000명, 4월 15일 기준 약 55,000명의 우크라이나인(주로 여성과 어린이)이 프랑스에 도착했다.
프랑스 시민의 협조를 부탁할 목적으로 나라에서는 "Je m'engage pour l'Ukraine"(나는 우크라이나에 헌신함)이라는 포털을 생성했다.
여론 조사에 따르면 프랑스 국민의 85%가 우크라이나 난민을 돕는 데 찬성한다.

#### 핀란드
핀란드 이민국에 따르면, 러시아 침공 시작부터 3월 30일까지 약 15,000명의 우크라이나 난민이 핀란드에 입국했다. 당국은 최대 100,000명이 올 것으로 추정하고 있다.

### 다른 국가

#### 미국

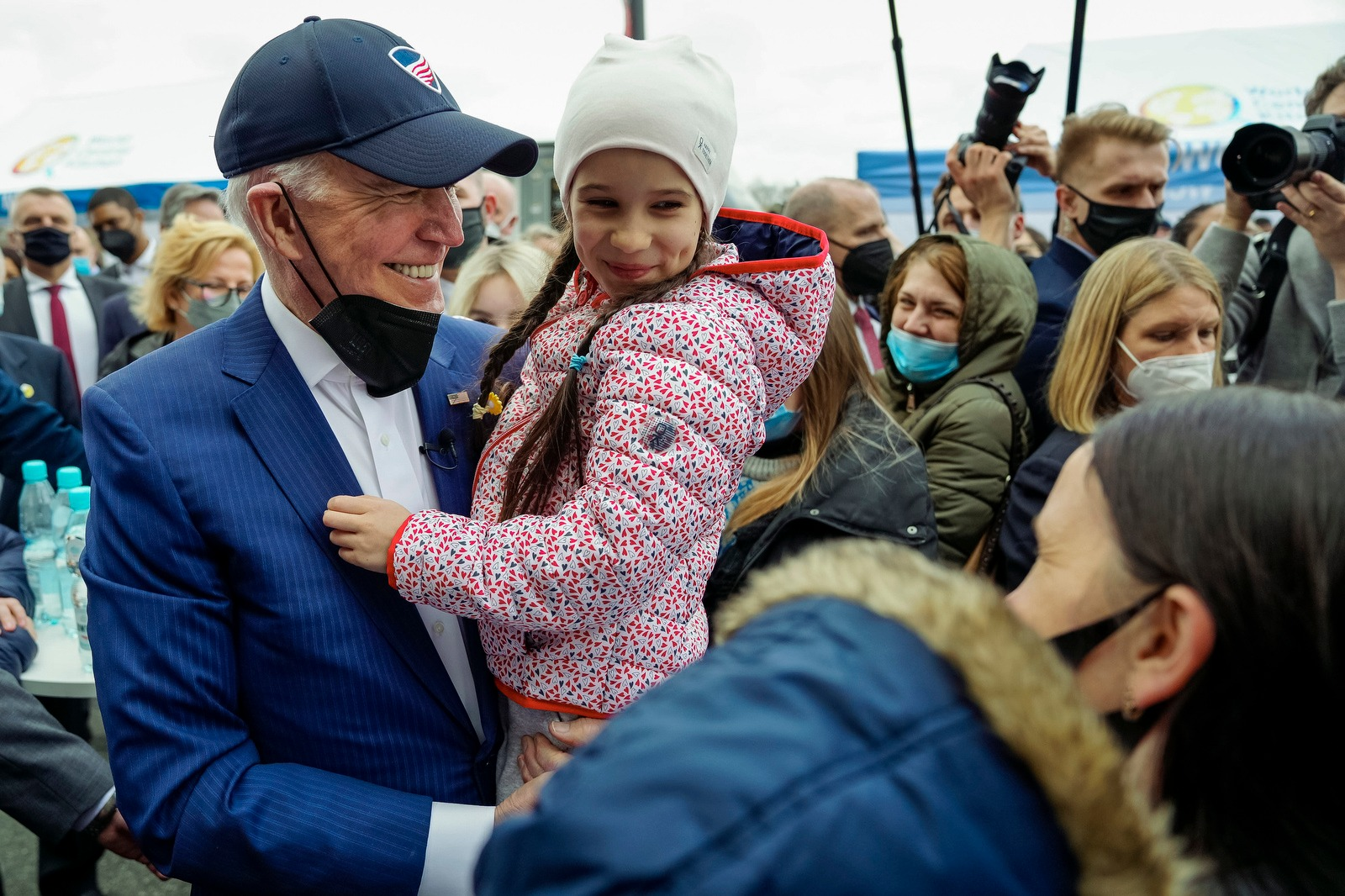
조 바이든 미국 대통령이 3월 폴란드를 방문해 우크라이나 난민들을 맞이하고 있다.

미국은 3월 4일 우크라이나인에게 임시 보호 지위를 부여하겠다고 발표했다. 이는 미국에 있는 30,000명의 우크라이나인에게 영향을 미칠 것으로 추정된다. 3월 24일 미국 대통령 바이든은 우크라이나 난민 최대 10만명을 받아들일 것이며, 특히 이미 미국에 가족이 있는 사람에게 집중하겠다고 발표했다.

#### 브라질
3월 3일, 브라질은 우크라이나인들이 망명 신청 기간 5개월인 인도주의적 비자를 받을 것이라고 발표했다. Ukrainian-Brazilian Central Representation에 따르면 브라질에는 약 600,000명의 우크라이나계가 있고, 그 중 약 38,000명이 프루덴토폴리스에 거주한다. 브라질 경찰에 따르면 2월 3일부터 3월 19일까지 브라질은 거의 900명의 우크라이나 난민을 수용했다. 3월 22일, 우크라이나 경찰은 1,100명의 우크라이나인이 그날까지 브라질에 왔다고 보고했다.

#### 오스트레일리아
2월 러시아 침공 이후, 총리 스콧 모리슨은 우크라이나 국민의 비자 신청이 "가장 먼저" 처리될 것이라고 말했다. 일부 호주인들은 우크라이나 난민을 수용하기 위해 집을 개방했으며, 4,000건 이상의 비자가 처리되었다. 3월 20일, 연방 정부는 도착했거나 이미 입국한 우크라이나인에게 임시 인도주의적 비자를 허용하여 취업, 학업, 의료 서비스 이용이 가능하다고 발표했다. 3월 20일까지 약 5,000명의 우크라이나인이 호주 여행 비자를 받았고, 750명이 도착했다.

#### 이스라엘

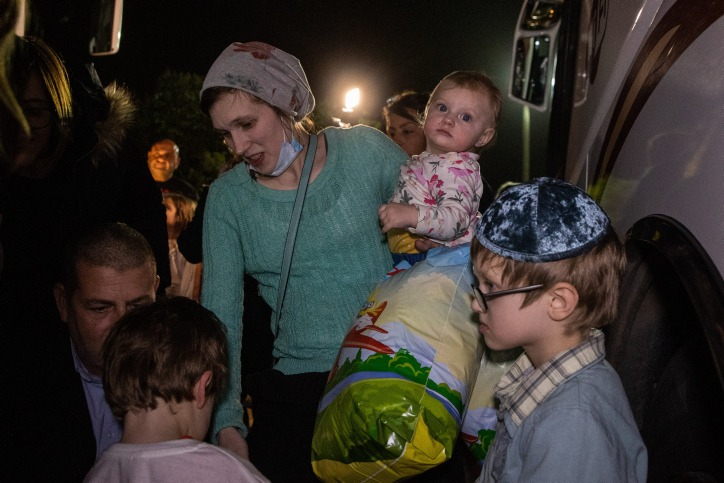
2022년 3월 6일 이스라엘에 도착한 우크라이나 가족

3월 23일 기준 15,200명 이상의 우크라이나 난민이 이스라엘에 도착, 그 중 4,200명만이 시민권을 받을 수 있었다
분쟁 발생 당시 이미 이스라엘에 있던 20,000명의 우크라이나인(관광비자 또는 불법체류)도 난민으로 간주되어 체류 허가를 받았다.

#### 이집트
분쟁 발생 시 난민이 된 이집트 국내의 우크라이나 관광객은 16,000~20,000명으로 추산된다. 이집트 정부는 폴란드, 슬로바키아, 헝가리행 무료 항공편을제공하여 그들이 이집트를 떠날 수 있도록 도왔다. 3월 4일 기준 거의 4,000명이 떠났다.

#### 일본
일본은 3월 15일 기준 우크라이나 피란민들에게 국경을 개방했다. 3월 12일 관방장관 마츠노 히로카즈는 우크라이나인 29명이 일본에 입국하여 히로시마에서 친구나 친척과 함께 피난처를 찾는다고 발표했다. 러시아 침공 초기부터 2022년 4월 6일까지 437명의 우크라이나 난민이 일본에 입국했다.

#### 스리랑카
분쟁 초기 스리랑카 정부는 진행 중인 전쟁으로 스리랑카에 발이 묶인 15,000명 이상의 러시아인과 우크라이나인들에게 2개월 동안 무료 비자를 부여 및 연장할 것이라고 발표했다.

#### 캐나다
3월 3일 캐나다 정부는 캐나다 시민과 우크라이나 가족을 영구적으로 재결합할 계획을 발표했다. 캐나다 이민국은 인원 제한 없이 우크라이나인이 임시로 캐나다에 체류할 수 있도록 지원하고, 이러한 이민 계획에 따라 승인되었거나 안전하게 우크라이나로 돌아갈 수 없는 우크라이나인에게 취업 허가를 제공할 것이라고 밝혔다. 3월 17일, 정부는 긴급 이주를 위해 "캐나다-우크라이나 긴급 이동 허가" (CUAET) 서비스를 시작했다. 이 허가가 있는 우크라이나인과 그 가족은 일시적으로 캐나다에 입국할 수 있는 방문 비자를 받고 최대 3년 동안 일하고 공부할 수 있다. 지원 가능 인원에는 제한이 없으며, 해외 지원자는 온라인으로 지원하고 생체 인식(지문 및 사진)을 제공해야 한다. 온라인 지원은 처리하는 데 14일이 소요된다.
캐나다에는 거의 140만 명의 우크라이나계 캐나다인이 거주하고 있어 러시아에 이어 두 번째로 우크라이나계 인구가 많은 국가이다. 캐나다 국경지원국이 1월 1일부터 4월 10일 사이에 캐나다에 온 것으로 기록된 우크라이나 시민권자와 우크라이나계 캐나다 영주권자의 수는 육로로 4,347명, 항공으로 12,250명이었다. 3월 17일에서 4월 12일 사이 CUAET를 통해 140,877건의 지원이 접수되었으며 그 중 46,417건이 승인되었다. 신청서가 계속 접수됨에 따라 캐나다 정부는 우크라이나 난민을 위한 새로운 이민 프로그램의 시행에 추가로 1억 1,700만 달러를 투자할 것이라고 발표했다.

#### 터키
3월 3일 터키는 러시아 침공 이후 2만 명의 우크라이나 난민이 터키에 입국했다고 발표했다. 내무장관 쉴레이만 소일루는 터키가 그들을 맞이하게 되어 기쁘게 생각한다고 말했다. 3월 8일까지 공식 통계에 따르면 터키의 우크라이나 난민 수는 20,550명이며 그 중 551명은 크림 타타르나 메스케티안 투르크계이다. 2016 유로비전 송 콘테스트 우크라이나 우승자이자 크림 타타르계인 자말라도 터키로 망명했다. 3월 23일까지 우크라이나 난민의 수는 58,000명 이상으로 증가했다.

#### 필리핀
필리핀 법무부는 러시아의 우크라이나 침공에 대하여, 우크라이나 난민과 망명 신청자를 기꺼이 받아줄 것이라고 밝혔다. 2022년 2월 28일 대통령 로드리고 두테르테는 국제법에 따라 난민, 무국적자 및 망명 신청자 보호 정책을 법제화했다.

## 국제 원조

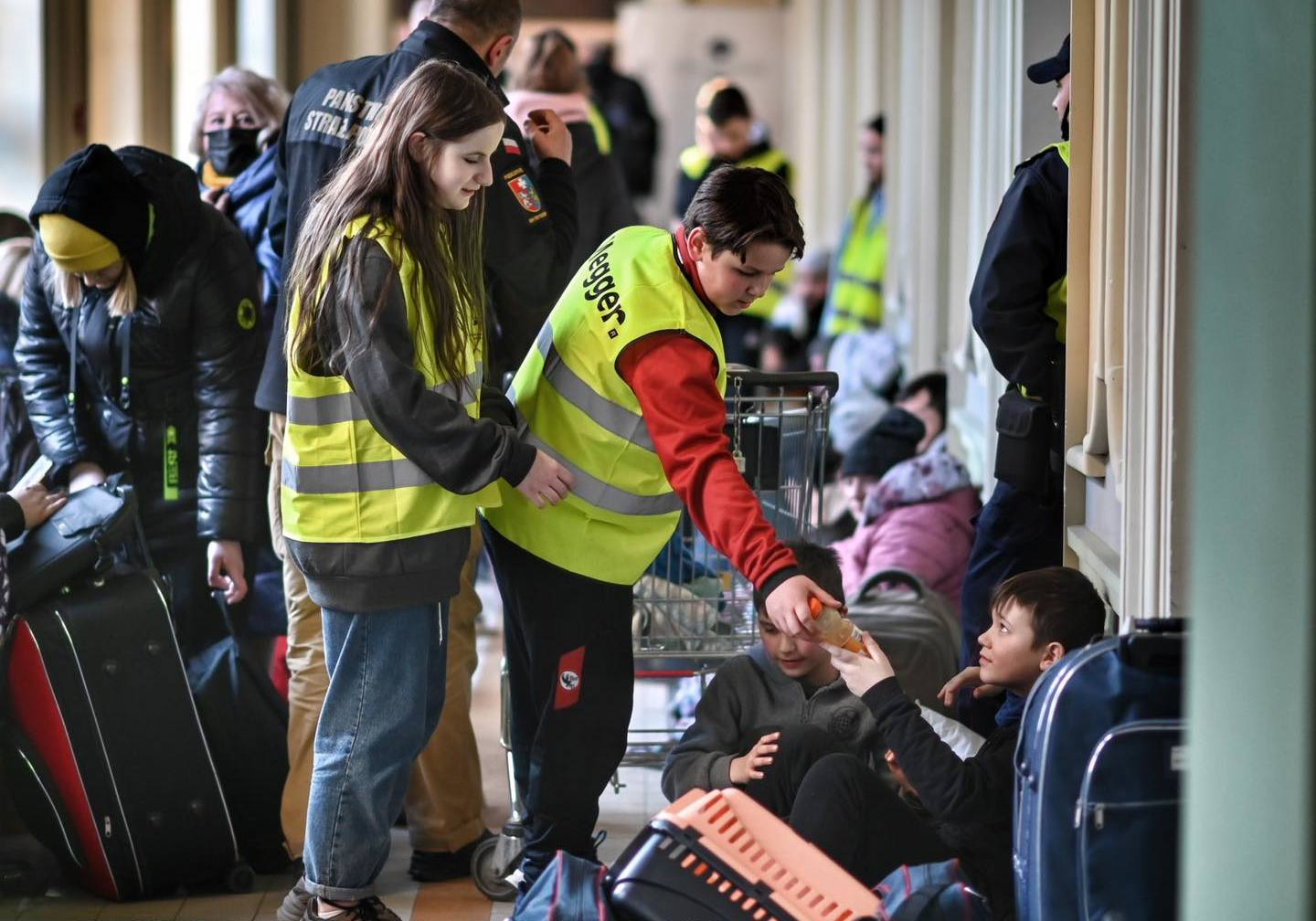
폴란드 기차역에서 난민들을 돕는 자원봉사자들

UNICEF, 유엔난민기구, 국제구조위원회, 우크라이나계 미국인 구호위원회 등의 단체는 난민과 위기의 영향을 받은 사람들을 돕기 위해 금전적 기부를 받기 시작했다.《키이우 인디펜던트》 등 다른 단체는 기금 마련을 위해 GoFundMe 캠페인을 시작하거나 실제 물품 기부를 요청했다.

## 문제

### 인신매매 문제
유럽 평의회 인신매매 방지 행동 전문가 그룹 (GRETA)과 인신매매 재단, 월드비전 등 구호 단체는 난민들을 대상으로 한 성폭력, 인신매매, 착취, 폭력 등의 위협을 경고했다.
인신매매와 성폭력에 대한 우려는 난민 사태 동안 현실화되었다. 들쭉날쭉한 문서와 신분증, 언어 장벽으로 수많은 난민이 인신매매업자들의 표적이 되고 있다. 국경 지역에 머물렀던 한 우크라이나 난민은 기자들에게 이송 표지판을 든 3명의 남성을 경찰에 신고했다고 말했다. 또 다른 난민은 그녀와 아이들을 여성들만으로 가득 찬 밴에 강제로 태우고, 그녀가 신분 증명서를 제시하지 못하게 하며, 다른 이동 수단을 선택하도록 그녀를 위협하려 한 남성에 대해 이야기했다. 일거리와 피난처를 제공해 주겠다며 19세 난민을 강간한 혐의로 최소 1명의 남성이 체포됐다.
폴란드, 루마니아, 슬로바키아 법 집행 기관은 범죄 감시를 위해 월경지에 순찰대를 배치했다. 남성과 여성 모두 역에서 여성 난민을 확보하려고 시도했다. 폴란드 정부는 인신매매 최소 형량을 3년에서 10년으로, 아동 성매매는 10년에서 25년으로 늘리는 수정안을 통과시켰다. 베를린에서 독일 당국은 난민들에게 기차역에 있는 사람들을 접촉하지 않도록 권고하고, 독일인들이 난민들에게 직접 접근하기보다는 지정된 웹사이트에 지원을 요청하라고 조언했다. 독일 경찰은 기차역 내 사복 경찰관의 수를 늘리고, 자원 봉사자에게 기차역에서 의심스러운 활동을 신고하도록 요청했다.

#### 비동반 미성년자
유니세프와 유엔난민기구는 동반자 없이 이동하는 미성년자에 대한 우려를 제기하고, 이주 전 어린이를 식별하고 등록하도록 이웃 국가들에 요구했다. 또한 침공에 휘말린 약 10,000명의 학생을 우크라이나의 여러 시설 보호 및 기숙 학교에서 수용하고 있음을 강조했다. 일부 국가에서는 전쟁 고아를 위해 위탁 가정이나 고아원에 거주 공간을 마련하였다. 유니세프는 동반자 없는 어린이를 위한 지원과 주변 국가에 "Blue Dot"이라는 안전 공간을 마련했다.

### 추방
우크라이나 당국에 따르면 러시아에 도착한 수천 명의 난민이 '선별 센터'를 거쳐. 강제 이주되었다. 이는 소련 시대의 인구 이동과 체첸 전쟁에서 러시아가 운용한 기구와 유사하다. 리아 노보스티와 우크라이나 당국은 수천 명이 펜자주, 타간로크, 도네츠크, 랴잔, 야로슬라블 및 러시아가 점령한 우크라이나 도시 도쿠차예우스크, 이지움, 그리고 베지멘네에 있는 선별센터로 끌려갔다고 밝혔다.

### 인종 차별

#### 국경에서의 처우
난민 사태가 발생한 지 며칠 뒤, 우크라이나를 탈출한 일부 사람들은 국경 경비대와 기타 당국이 비유럽인 및 롬인을 차별했다고 주장했다. 사람들이 줄 뒤편으로 강제 이동되거나, 버스에서 하차되거나, 국경을 넘지 못했고, 경비원에게 구타를 당한 사례도 있었다고 전했다. 우크라이나의 일부 인도인들은 인도가 유엔의 러시아 규탄 성명에서 기권한 후  표적이 되었다고 말했다. 일부 인도인과 아프리카인은 폴란드로 건너간 후, 폴란드 민족주의자들에게 괴롭힘과 위협을 받은 것으로 알려졌다. 3월 1일 UNHCR의 필리포 그란디는 일부 국경 지역에서 비우크라이나인에 대한 차별이 발생했음을 인정했다.
아프리카 연합은 아프리카인들이 국경을 넘지 못하도록 막는 것은 인종 차별이며 국제법 위반이라고 주장했다. 3월 2일 우크라이나 외무장관 드미트로 쿨레바는 아프리카인들이 나라를 떠날 "기회는 평등해야 한다"며 "우크라이나 정부는 문제 해결을 위해 노력을 아끼지 않는다"고 말했다. 3월 3일 러시아 대통령 블라디미르 푸틴은 인도 총리 나렌드라 모디와 회담을 갖고, 러시아 군인들에게 "무력 분쟁 지역에서 인도 국민의 안전한 탈출을 보장하라"고 지시했다고 말했다.
2020년에 우크라이나에는 76,000명이 넘는 외국인 학생이 있다. 인도와 아프리카는 각각 전체의 4분의 1을 차지한다. 저렴한 등록금, 간단한 비자 요건 및 영주권 가능성으로 우크라이나 대학은 유럽 취업 시장의 진입점으로 여겨졌다. 아프가니스탄은 이미 1980년대에 도착한 이 나라에서 가장 큰 이민자 집단을 구성하고 있다. 우크라이나 국경 수비대 대변인인 안드리 뎀첸코는 국경에서 인종 차별이 발생한다는 주장은 사실이 아니라고 말했다. 2월 28일, 유엔 주재 폴란드 대사 크지슈토프 슈체르스키는 이날 우크라이나에서 입국한 난민들이 125개국을 대표한다고 보고했다. 그 이후로 EU 집행위원 일바 요한손은 고국으로 돌아가려는 제3국의 우크라이나 사람들에게 국경은 개방되어 있으며 보호가 필요한 개인은 망명을 신청할 수 있다고 밝혔다.
3월 2일 독일대사관과 케냐 주재 유럽연합(EU) 대표단은 근거 없는 주장이 유포됐다고 경고하며 케냐 소셜미디어에 올라온 게시물의 확인을 촉구했다. 독일 TV 방송국 《타게스샤우》에 따르면 이러한 이야기는 우크라이나 공격을 "나치"로부터의 해방이라며 정당화한 블라디미르 푸틴의 주장과 일치한다. 폴란드 SNS에서는 침공 이후 친러시아 콘텐츠와 인종차별 콘텐츠 모두 증가했으며 난민이나 난민 대상 범죄에 대한 가짜 뉴스가 친크렘린 계정을 통해 부분적으로 퍼졌다고 보도했다.

#### 정치인과 주류 언론
우크라이나 난민에 대한 정책, 국경 처리 및 미디어 묘사가 다른 집단과 (2015년 유럽 이주 위기 동안의 난민과) 다른 점에 대해 비판을 받아왔다. 우크라이나 출신 난민에 대한 상대적으로 자유롭고 환영하는 반응과 대조적으로 시리아, 아프가니스탄, 이라크 및 다른 국가의 난민들은 더 가혹한 대우와 더 많은 제한을 받는다는 지적도 있었다. 일부 서방 언론과 정치인들은 우크라이나를 "당신이 (전쟁을) 예상치 못한 나라"로, 국민들을 "백인", "기독교인", "상대적으로 문명화된", "상대적 유럽인", "우리와 같은" "파란 눈에 금발 "인 사람으로 묘사한다는 비판도 받았다. 케난 말리크는 슬라브인을 원시적이며 "노예 민족"이라 보던 편견, 역사적으로 백인 우월주의자들이 보이던 슬라브에 대한 적대적인 태도의 오랜 역사를 강조하면서, 그러한 서구 보도는 아이러니하다고 지적했다.
교수 세레나 파레크는 인종 차별 외에도 이전 사태와 다른 대우를 설명할 다른 요인을 제기했다. 이는 현재 우크라이나 난민 거의 대부분이 여성, 어린이 및 노인이라는 점이다. 2017년부터 시행 중인 비자 자유화 협정의 범위에 따라 생체 인식 여권을 소지한 우크라이나인은 이미 솅겐 지역에 입국하여 비자 없이 180일 중 최대 90일 동안 체류할 수 있었다. 따라서 그들에게 솅겐 지역 국가 입국이 허용되어야 하는지에 대한 질문은 없었다. 중부 및 동부 유럽에서 볼 수 있는 환대는 우크라이나에 대한 지리적, 언어적 근접성, 대규모 우크라이나 공동체, 소련의 침략과 점령이라는 충격적인 경험과 공유된 역사에 따른 것이라고 보강 설명되었다.

### 애완 동물 및 동물원의 동물
가축과 동물원의 동물들이 침입에 휩싸이자, 마이크로칩 과 예방 접종에 대한 많은 국경 통과 규정이 시행되었다. 제3국에서 EU로 들어오는 애완동물은 일반적으로 광견병 예방 접종 및 기타 예방적 치료 정보가 포함된 신분증 또는 애완동물 여권을 지참해야 한다. 개, 고양이 및 흰 족제비는 광견병 항체 적정 테스트를 받아야 한다. 많은 EU 당국과 인접 국가 정부는 애완동물이 주인과 국경을 넘는 데 필요한 요건을 제거하거나 완화했다.
일부는 애완동물과 함께 떠나려고 우크라이나 탈출을 미뤘지만, 일부는 강제로 애완동물을 보호소에 맡기거나 뒤에 남아 있는 친척에게 맡겨야 했다. 국제 동물 복지 기금 및 PETA와 같은 일부 국제 기구와 독립 기구 또는 보호소는 동물을 위한 식품, 수의학 용품 및 급여와 함께 보호자를 위한 주택 등의 지원을 제공했다. 동물 보호소나 키이우 동물원 직원들은 수나 크기로 인해 모든 동물을 안전하게 대피시킬 수 없자 대피를 거부했다. 펠드만 에코파크 동물원( 하르키우 외곽)은 시설 손상으로 일부 동물이 사망하고 부상당했다고 보고했다. 사자와 늑대 한 마리가 우크라이나 자포리자의 동물원에서 루마니아 라다우쉬로 대피했다.

## 같이 보기
- 우크라이나의 인구
- 시리아 내전의 난민
- 2021–2022년 러시아–우크라이나 위기

### 내용주
1. ↑  Due to free movement without border checks within the Schengen Area, refugees might get counted more than once. For example, a refugee might enter Poland from Ukraine and be recorded as having entered Poland, then move on to Germany and be recorded again. Thus the majority of those here will have left Ukraine by one of the countries bordering Ukraine listed in the table on the left.

### 참조주
1. 1 2 3 4 5 6 7 8 9 10 11  “Refugees fleeing Ukraine (since 24 February 2022)”. 《UNHCR》. 2022. 2022년 3월 10일에 원본 문서에서 보존된 문서. 2022년 4월 21일에 확인함.
2. ↑  “7.1 million internally displaced in Ukraine: UN”. Guardian Nigeria. AFP. 2022년 4월 5일. 2022년 4월 12일에 확인함.
3. ↑  Ramsay, George (2022년 3월 21일). “A quarter of Ukrainians have fled their homes. Here's where they've gone”. 《CNN》. 2022년 3월 21일에 원본 문서에서 보존된 문서. 2022년 3월 21일에 확인함.
4. ↑  “More than 4.4m Ukrainians flee war, UN says”. 《The Guardian》. 2022년 4월 9일. 2022년 4월 12일에 확인함.
5. ↑  “UNICEF: more than half of children in Ukraine were forced to leave their homes”. 《Meduza》 (러시아어). 2022년 3월 24일. 2022년 4월 3일에 확인함.
6. ↑  “One month of war leaves more than half of Ukraine's children displaced”. 《UN News》 (United Nations). 2022년 3월 24일. 2022년 4월 3일에 확인함.
7. ↑  “'We couldn't stand it': the Ukrainians travelling for days to flee Russian bombs and rockets”. 《The Guardian》 (영어). 2022년 3월 8일. 2022년 3월 9일에 원본 문서에서 보존된 문서. 2022년 3월 8일에 확인함.
8. ↑  “Protecting Ukrainian refugees: What can we learn from the response to Kosovo in the 90s?”. 2022년 3월 7일. 2022년 3월 7일에 원본 문서에서 보존된 문서. 2022년 3월 9일에 확인함.
9. ↑  “IntelBrief: China Seeks to Balance Its Interests as Russia's War on Ukraine Intensifies”. The Soufan Center. 2022년 3월 4일. 2022년 3월 10일에 원본 문서에서 보존된 문서. 2022년 3월 9일에 확인함.
10. ↑  Beaumont, Peter (2022년 3월 6일). “Ukraine has fastest-growing refugee crisis since second world war, says UN”. 《The Guardian》 (영어). 2022년 3월 9일에 원본 문서에서 보존된 문서. 2022년 3월 8일에 확인함.
11. ↑  Keaten, Jamey (2022년 3월 3일). “UN refugee agency: 1 million flee Ukraine in under a week”. 《AP NEWS》 (영어). 2022년 3월 5일에 원본 문서에서 보존된 문서. 2022년 3월 8일에 확인함.
12. ↑  “UN-Angaben: 500.000 Menschen aus der Ukraine geflüchtet”. 2022년 2월 28일. 2022년 2월 28일에 원본 문서에서 보존된 문서. 2022년 2월 28일에 확인함.
13. 1 2  “Waves of Ukrainian Refugees Overwhelm Poland”. 《BusinessHala》. 2022년 3월 10일. 2022년 3월 9일에 원본 문서에서 보존된 문서. 2022년 3월 15일에 확인함.
14. 1 2  “Information for people fleeing the war in Ukraine”. European Commission. 2022년 3월 17일에 원본 문서에서 보존된 문서. 2022년 3월 18일에 확인함.
15. 1 2 3  “Ukraine: Council unanimously introduces temporary protection for persons fleeing the war”. 《www.consilium.europa.eu》 (영어). 2022년 3월 19일에 원본 문서에서 보존된 문서. 2022년 3월 18일에 확인함.
16. ↑  Kuznetsova, Irina (2020년 3월 20일). “To Help 'Brotherly People'? Russian Policy Towards Ukrainian Refugees”. 《Europe-Asia Studies》. 72, 2020 (3): 505–527. doi:10.1080/09668136.2020.1719044. 2022년 3월 10일에 확인함.
17. ↑  “National Monitoring System Report on the Situation of Internally Displaced Persons - March 2020 - Ukraine”. 《ReliefWeb》. 2022년 2월 14일에 원본 문서에서 보존된 문서. 2022년 3월 9일에 확인함.
18. ↑  Mitchneck, Beth; Zavisca, Jane; Gerber, Theodore P. (2016년 8월 24일). “Europe's Forgotten Refugees”. 《Foreign Affairs. - New York》 (미국 영어). ISSN 0015-7120. 2022년 3월 17일에 원본 문서에서 보존된 문서. 2022년 3월 17일에 확인함.
19. ↑  “Ukraine: Europe's forgotten refugees”. 《openDemocracy》 (영어). 2022년 3월 15일에 원본 문서에서 보존된 문서. 2022년 3월 17일에 확인함.
20. ↑  Lyman, Rick (2015년 5월 30일). “Ukrainian Migrants Fleeing Conflict Get a Cool Reception in Europe”. 《The New York Times》 (미국 영어). ISSN 0362-4331. 2022년 3월 15일에 원본 문서에서 보존된 문서. 2022년 3월 17일에 확인함.
21. ↑  “Ukraine's 'Invisible Crisis': 1.5 Million Who Fled War With Russia”. 《United States Institute of Peace》 (영어). 2022년 3월 25일에 원본 문서에서 보존된 문서. 2022년 3월 25일에 확인함.
22. ↑  “Ukrainian refugees get no protection in Poland - Ukraine”. 《ReliefWeb》 (영어). 2022년 3월 25일에 원본 문서에서 보존된 문서. 2022년 3월 25일에 확인함.
23. ↑  “Ukraine: World's unseen refugee crisis”. 《www.aljazeera.com》 (영어). 2022년 3월 25일에 원본 문서에서 보존된 문서. 2022년 3월 25일에 확인함.
24. ↑  “UN says million people have fled”. 《BBC News》. 2014년 9월 2일. 2021년 6월 9일에 원본 문서에서 보존된 문서. 2022년 3월 17일에 확인함.
25. ↑  “Report on the human rights situation in Ukraine 16 November 2015 to 15 February 2016” (PDF). 《Office of the United Nations High Commissioner for Human Rights》. 2022년 3월 11일에 원본 문서 (PDF)에서 보존된 문서. 2022년 3월 11일에 확인함.
26. ↑  “Over 3 mln people live in conflict zone in Ukraine's east – UN report”. 《Interfax-Ukraine》. 2016년 3월 3일. 2016년 3월 4일에 원본 문서에서 보존된 문서. 2022년 3월 25일에 확인함.
27. ↑  Keane, Fergal (2022년 3월 15일). “Ukraine's wartime rail chief has to be faster than the Russians tracking him”. 《BBC News》. 2022년 3월 25일에 원본 문서에서 보존된 문서. 2022년 3월 26일에 확인함.
28. ↑  Tahanovych, Yevhenia (2022년 3월 20일). “Ukrainian Railways Chief Says 'Honest' Belarusians Are Cutting Russian Supplies By Train”. 《Radio Free Europe/Radio Liberty》. 2022년 3월 25일에 원본 문서에서 보존된 문서. 2022년 3월 26일에 확인함.
29. ↑  “Trains run through the dark to keep Ukraine going”. 《The Economist》. 2022년 3월 18일. 2022년 3월 25일에 원본 문서에서 보존된 문서. 2022년 3월 26일에 확인함.
30. 1 2  McLean, Scott; El Sirgany, Sarah; Streib, Christian (2022년 3월 14일). “The command center on rails: How Ukrainians are keeping trains on track in war”. 《CNN》. 2022년 3월 15일에 원본 문서에서 보존된 문서. 2022년 3월 26일에 확인함.
31. ↑  Burgess, Annika; Voloder, Dubravka; Barker, Anne (2022년 3월 9일). “Crowds line train stations in Germany and Poland to welcome Ukrainian refugees into their homes”. 《ABC News》. 2022년 3월 25일에 원본 문서에서 보존된 문서. 2022년 3월 26일에 확인함.
32. ↑  Times, The Brussels. “Germany, Austria announce free train transport for Ukrainian refugees”. 《www.brusselstimes.com》. 2022년 2월 28일에 원본 문서에서 보존된 문서. 2022년 3월 1일에 확인함.
33. ↑  “European operators offer Ukrainian refugees free travel”. Railtech. 2022년 2월 27일. 2022년 3월 1일에 원본 문서에서 보존된 문서. 2022년 3월 11일에 확인함.
34. ↑  “Europe continues to support Ukrainian refugees”. Railjournal. 2022년 3월 4일. 2022년 3월 11일에 원본 문서에서 보존된 문서. 2022년 3월 11일에 확인함.
35. ↑  “France makes trains free for Ukrainian refugees”. BlazeTrends. 2022년 3월 1일. 2022년 3월 1일에 원본 문서에서 보존된 문서. 2022년 3월 11일에 확인함.
36. ↑  “EU rail companies offer fleeing Ukrainians free travel”. Euractiv. 2022년 3월 1일. 2022년 3월 10일에 원본 문서에서 보존된 문서. 2022년 3월 11일에 확인함.
37. ↑  “Informații pentru refugiații din Ucraina, despre călătoria GRATUITĂ cu trenul pe teritoriul României”. 2022년 3월 7일. 2022년 10월 8일에 원본 문서에서 보존된 문서. 2022년 4월 22일에 확인함.
38. ↑  Ledur, Júlia; Moriarty, Dylan; Rindler, Danielle; Blanco, Adrian (2022년 2월 27일). “Nearly 3 million people have left Ukraine, foreshadowing a massive humanitarian crisis”. 《The Washington Post》. 2022년 3월 24일에 원본 문서에서 보존된 문서. 2022년 3월 26일에 확인함.
39. ↑  Timmins, Beth (2022년 2월 24일). “Ukraine airspace closed to civilian flights”. 《BBC News》. 2022년 3월 20일에 원본 문서에서 보존된 문서. 2022년 3월 26일에 확인함.
40. ↑  Stevis-Gridneff, Matina (2022년 3월 11일). “Europe's trains take fighters to Ukraine, and bring back refugees”. 《The New York Times》. 2022년 3월 24일에 원본 문서에서 보존된 문서. 2022년 3월 26일에 확인함.
41. ↑  Zadorozhnyy, Petro; Kesaieva, Yulia; Tawfeeq, Mohammed; Federico-O'Murchú, Seán; Renton, Adam; Qiblawi, Tamara (2022년 3월 18일). “Russia has attacked Lviv. Here's why the western city is so important to Ukraine's defense”. 《CNN》. 2022년 3월 23일에 원본 문서에서 보존된 문서. 2022년 3월 26일에 확인함.
42. ↑  Gunter, Joel (2022년 3월 7일). “Chaos and tears as thousands try to catch a train out of Ukraine”. 《BBC News》. 2022년 3월 24일에 원본 문서에서 보존된 문서. 2022년 3월 26일에 확인함.
43. ↑  Posaner, Joshua (2022년 2월 27일). “Lviv: Ukraine's haven in the west”. 《Politico》. 2022년 3월 21일에 원본 문서에서 보존된 문서. 2022년 3월 26일에 확인함.
44. ↑  McDonnell, Patrick J. (2022년 3월 2일). “City in Poland's southeast becomes major travel hub for refugees from Ukraine”. 《Los Angeles Times》. 2022년 3월 24일에 원본 문서에서 보존된 문서. 2022년 3월 26일에 확인함.
45. ↑  《Time》. |제목=이(가) 없거나 비었음 (도움말)
46. ↑  “Almost 26,000 Ukrainian refugees have arrived in Moldova, Romania since invasion”. 《Radio Free Europe/Radio Liberty》. 2022년 2월 25일. 2022년 2월 24일에 원본 문서에서 보존된 문서. 2022년 3월 26일에 확인함.
47. ↑  Coakley, Amanda (2022년 3월 4일). “Anti-migrant town welcomes Ukrainian refugees in Hungary”. 《Al Jazeera》. 2022년 3월 25일에 원본 문서에서 보존된 문서. 2022년 3월 26일에 확인함.
48. ↑  Charbonneau, Louis (2022년 3월 25일). “Escaping the bloodshed: refugees reach Slovakia after fleeing Ukraine war”. 《Human Rights Watch》. 2022년 3월 25일에 원본 문서에서 보존된 문서. 2022년 3월 26일에 확인함.
49. ↑  “Ukrainische Flüchtlinge” [Ukrainian Refugees] (독일어). 2022년 4월 21일.
50. 1 2 3  Koper, Anna; Hoske, Felix; Filipovic, Branko (2022년 3월 23일). “A tale of 'cruelty' as Ukraine refugee exodus exceeds 3.6 million”. 《Reuters》 (영어). 2022년 3월 24일에 원본 문서에서 보존된 문서. 2022년 3월 24일에 확인함.
51. 1 2  Council of Ministers of the Republic of Bulgaria (2022년 4월 16일). “България с грижа за хората от Украйна” [Bulgaria for Ukraine]. 《Council of Ministers of the Republic of Bulgaria》 (불가리아어). 2022년 4월 16일에 확인함.
52. 1 2  Italian Government (2022년 4월 21일). “Crisi Ucraina: 98.406 i profughi arrivati finora in Italia” [Ukraine crisis: 98,406 refugees have arrived in Italy so far]. 《Ministry of the Interior of Italy》 (이탈리아어). 2022년 4월 21일에 확인함. 98,406 people fleeing the conflict in Ukraine have arrived in Italy so far, 93,956 of them through the border and 4,450 checked by the Friuli Venezia Giulia railway police department. Of these, 50,875 are women, 11,952 are men and 35,579 are minors. The cities of destination declared upon entry into Italy are still Milan, Rome, Naples and Bologna. The increase, compared to yesterday, is 494 admissions into the national territory.
53. 1 2  “Some 58,000 Ukrainians take shelter in Turkey, says minister”. Istanbul: Hurriyet daily news. 2022년 3월 23일. 2022년 3월 23일에 원본 문서에서 보존된 문서. 2022년 3월 23일에 확인함.
54. 1 2  “La France ouvre l'aide au logement aux réfugiés ukrainiens”. 《Le Progres》 (프랑스어). 2022년 4월 15일. 2022년 4월 15일에 확인함. More than 55,000 Ukrainians, especially women and children, have been received in France since the beginning of the Russian invasion of their country since February 24, 2022.
55. ↑  Kuner, Dilip (2022년 4월 13일). “50,000 Ukrainian refugees granted temporary protection in Spain since March 10”. 《Olive Press News Spain》. 2022년 4월 13일에 확인함. The Ministry of the Interior reported that it processed and granted a total of 51,957 of the documents between March 10 and April 10. These give people the right to live, work and use their driving licences in Spain.
56. 1 2
57. ↑  “42.000 Ukraine-Flüchtlinge mit Vertriebenenstatus in Österreich”. 2022년 3월 31일.
58. ↑  “A.Bilotaitė: Baltijos šalys keisis informacija apie Ukrainos karo pabėgėlius”. 《15min.lt》.
59. 1 2  Kershner, Isabel (2022년 3월 23일). “Ukraine War Ignites Israeli Debate Over Purpose of a Jewish State”. 《The New York Times》 (미국 영어). ISSN 0362-4331. 2022년 3월 26일에 확인함.
60. 1 2 3  “Portugal aceitou mais de 31 mil pedidos de proteção temporária” [Portugal accepted more than 31 thousand requests for temporary protection]. 《MSN》 (유럽 포르투갈어). 2022년 4월 19일에 확인함.
61. ↑  “Så fördelas ukrainska flyktingar över länet – kommun för kommun”. 《Dagens Vimmerby》 (스웨덴어). 2022년 4월 13일. 2022년 4월 20일에 확인함.
62. 1 2  “La galère des réfugiés ukrainiens en Belgique”. 《DH》 (프랑스어). 2022년 4월 14일. 2022년 4월 14일에 확인함. More than 30,000 Ukrainian refugees have arrived in Belgium since the start of the war. According to figures from the Foreigners Office relayed by our colleagues from Tijd, there were more precisely 30,807 refugees to be officially registered in Belgium.
63. 1 2  “Se pressemødet: Regeringen vil ændre fordelingen af ukrainske flygtninge”. 《Altinget》 (덴마크어). 2022년 4월 1일. 2022년 4월 17일에 확인함.
64. 1 2  “Dienstag, 5. April - die aktuellen Zahlen zur ukrainischen Flüchtlingssituation in der Schweiz: 24'837 (registrierte) Geflüchtete, davon haben 18'149 Personen den S-Status erhalten.” (트윗) (독일어). 2022년 4월 5일에 확인함. |사용자=가 없거나 비었음 (도움말); |번호=가 없거나 비었음 (도움말); |날짜=가 없거나 비었음 (도움말)
65. 1 2  Bowers, Shauna (2022년 4월 10일). “State has 'probably reached limit' of hotels for Ukrainian refugees, O'Gorman says”. 《The Irish Times》. 2022년 4월 12일에 확인함.
66. ↑  “Voorzitter Europarlement onderweg naar Kiev • Jetten: wij betalen niet in roebels” (네덜란드어). NOS. 2022년 3월 31일. 2022년 3월 31일에 확인함.
67. 1 2  “Temporary protection so far about 1,200 Ukrainians, perceived controversial offers to refugees” (슬로베니아어). 24urcom. 2022년 4월 15일. 2022년 4월 19일에 확인함. So far, 18,415 registrations of Ukrainian refugees have been made in Slovenia, and 4,718 have been registered, as most of them only cross our country.
68. ↑  “Yli 19 000 Ukrainan kansalaista hakenut suojelua Suomesta” [Over 19 000 Ukrainian citizens have applied for temporary protection in Finland]. 《Yle》 (핀란드어). 2022년 4월 20일. 2022년 4월 11일에 확인함.
69. 1 2  “War in Ukraine: Over 16,700 Ukrainian refugees in Greece, 5,117 minors”. 《Protothema》 (그리스어). 2022년 4월 3일. 2022년 4월 5일에 확인함.
70. 1 2 3  “Croatiaforukraine - governmental site”. 《hrvatskazaukrajinu.gov.hr》. 2022년 4월 21일. 2022년 4월 21일에 확인함.
71. ↑  “Priti Patel apologises for low number of Ukraine refugees arriving in UK”. 《The Guardian》 (영어). 2022년 4월 8일. 2022년 4월 10일에 확인함.
72. ↑  “UDI: 11.000 ukrainske flyktninger registrert i Norge” (노르웨이어). VG. 2022년 3월 31일. 2022년 3월 31일에 확인함.
73. ↑  “België maakt 3 miljoen euro vrij voor humanitaire hulp Oekraïne”. 《HLN.be》. 2022년 2월 27일. 2022년 3월 1일에 원본 문서에서 보존된 문서. 2022년 3월 7일에 확인함.
74. ↑  “Ukraine exodus is fastest growing refugee crisis in Europe since WW2 - UNHCR chief”. 《Reuters》 (영어). Reuters. 2022년 3월 6일. 2022년 3월 8일에 원본 문서에서 보존된 문서. 2022년 3월 8일에 확인함.
75. ↑  “More than 1.2 million refugees flee Ukraine”. 《France 24》 (영어). 2022년 3월 4일. 2022년 3월 8일에 원본 문서에서 보존된 문서. 2022년 3월 8일에 확인함.
76. 1 2  “Almost 6.5 Million People Internally Displaced in Ukraine: IOM”. 《International Organization for Migration》. 2022년 3월 21일. 2022년 3월 26일에 확인함.
77. ↑  Jan Pallokat (2022년 2월 15일). “Polen bereitet sich auf Flüchtlinge vor” (독일어). 2022년 2월 25일에 원본 문서에서 보존된 문서. 2022년 3월 1일에 확인함.
78. ↑  “Information on the stay in Poland of persons fleeing from Ukraine - Urząd do Spraw Cudzoziemców - Portal Gov.pl”. 《Urząd do Spraw Cudzoziemców》 (폴란드어). 2022년 3월 5일에 원본 문서에서 보존된 문서. 2022년 3월 5일에 확인함.
79. ↑  “Frequently Asked Questions - Urząd do Spraw Cudzoziemców - Portal Gov.pl”. 《Urząd do Spraw Cudzoziemców》 (폴란드어). 2022년 3월 5일에 원본 문서에서 보존된 문서. 2022년 3월 5일에 확인함.
80. ↑  “Punkty recepcyjne - Urząd do Spraw Cudzoziemców - Portal Gov.pl”. 《Urząd do Spraw Cudzoziemców》 (폴란드어). 2022년 3월 5일에 원본 문서에서 보존된 문서. 2022년 3월 5일에 확인함.
81. ↑  “Hotele dla uchodźców. Samorządy szukają miejsc zakwaterowania Ukraińców”. 《Rzeczpospolita》 (폴란드어). 2022년 2월 20일에 원본 문서에서 보존된 문서. 2022년 3월 5일에 확인함.
82. ↑   (영어) https://www.youtube.com/watch?v=vlQ3PQn_HNc |제목=이(가) 없거나 비었음 (도움말)
83. ↑  “Mapa wielkiego serca. Tutaj widać, jak Polacy pomagają uchodźcom z Ukrainy”. 《Spider's Web》 (폴란드어). 2022년 3월 2일. 2022년 3월 6일에 원본 문서에서 보존된 문서. 2022년 3월 4일에 확인함.
84. ↑   (영어) https://www.youtube.com/watch?v=Ypti9LA82Wg |제목=이(가) 없거나 비었음 (도움말)
85. ↑  “#PomagamUkrainie”. 《pomagamukrainie.gov.pl》. 2022년 3월 1일에 원본 문서에서 보존된 문서. 2022년 3월 4일에 확인함.
86. ↑  “домашня сторінка - Інформація для громадян України - Portal Gov.pl”. 《Інформація для громадян України》 (우크라이나어). 2022년 3월 5일에 원본 문서에서 보존된 문서. 2022년 3월 5일에 확인함.
87. ↑  “Rząd maksymalnie uprości zatrudnianie Ukraińców. Chce tego m.in. branża handlowa”. 《Businessinsider》 (폴란드어). 2022년 3월 2일. 2022년 3월 6일에 원본 문서에서 보존된 문서. 2022년 3월 5일에 확인함.
88. ↑  “Remarks by President Charles Michel after his meeting with Prime Minister of Poland Mateusz Morawiecki in Rzeszów” (영어). 2022년 3월 8일에 원본 문서에서 보존된 문서. 2022년 3월 7일에 확인함.
89. ↑  “Charles Michel: "Abandonner l'Ukraine serait abandonner les valeurs européennes"” (프랑스어). 2022년 3월 8일에 원본 문서에서 보존된 문서. 2022년 3월 7일에 확인함.
90. ↑  Hinshaw, D.; Lovett, I. (2022년 3월 10일). “Two Ukrainian Refugees Enter Poland Every Three Seconds Right Now”. 《The Wall Street Journal》. 2022년 3월 13일에 원본 문서에서 보존된 문서. 2022년 3월 12일에 확인함.
91. ↑  Manuel Bogner, Steffi Hentschke, Michał Kokot, Thomas Roser, Franziska Schindler, Frida Thurm: Ukrainische Bevölkerung: Auf der Flucht.
92. ↑  “Aurescu, pentru CNN: 460.000 de refugiaţi ucraineni au tranzitat România, dintre care 80.000 au rămas în ţara noastră”. 2022년 3월 24일에 원본 문서에서 보존된 문서. 2022년 3월 18일에 확인함.
93. ↑  “EXCLUSIV - Mărturia unui român din Ucraina care a fugit de război în România: "Nord-bucovinenii nu prea sunt dispuși să lupte. Mulți habar nu au ce este o armă"”. 《www.hotnews.ro》. 2022년 3월 4일에 원본 문서에서 보존된 문서.
94. ↑  “Thousands of children 'kidnapped' by Russian forces, Ukraine claims”. 《9news》. 2022년 3월 23일.
95. ↑  Mehr als 100 000 Flüchtlinge in Ungarn 보관됨 2022-03-04 - 웨이백 머신.
96. ↑  “Cozi la punctele de trecere a frontierei cu Ucraina, pe sensul de intrare în R. Moldova. Președinta Sandu: "Suntem pregătiți să acomodăm câteva zeci de mii de oameni. Avem pregătite mai multe scenarii în cazul în care vom avea un flux mai mare de refugiați"” (루마니아어). Ziarul de Gardă. 2022년 2월 24일. 2022년 2월 25일에 원본 문서에서 보존된 문서. 2022년 3월 2일에 확인함.
97. ↑  “Prim-ministra Gavrilița a oferit detalii despre măsurile întreprinse de autorități pentru gestionare fluxului de migrați. A fost creat Centrul unic de gestionare a crizei” (루마니아어). Ziarul de Gardă. 2022년 2월 27일. 2022년 2월 27일에 원본 문서에서 보존된 문서. 2022년 3월 2일에 확인함.
98. 1 2  Escritt, Thomas (2022년 4월 6일). “Donors give 659.5 mln euros in aid to Moldova”. 《Reuters》. 2022년 4월 6일에 확인함.
99. ↑  “Daily Press Briefing by the Office of the Spokesperson for the Secretary-General”. 《United Nations》. 2022년 4월 11일. 2022년 4월 11일에 확인함.
100. ↑  “Thousands of people flee bombings in south Ukraine and head west”. 《Médecins Sans Frontières》. 2022년 3월 12일. 2022년 3월 17일에 원본 문서에서 보존된 문서. 2022년 3월 26일에 확인함.
101. ↑  Joyner, Tom; Dole, Nick (2022년 3월 19일). “'We need to help … they are our neighbours': One of Europe's poorest nations is opening its doors to Ukrainians fleeing war”. 《ABC News》 (오스트레일리아 영어). 2022년 3월 22일에 원본 문서에서 보존된 문서. 2022년 3월 23일에 확인함.
102. 1 2  Popoviciu, Andrei (2022년 3월 15일). “Moldova greets Ukrainian refugee influx with compassion and wariness”. 《Middle East Eye》 (영어). 2022년 3월 17일에 원본 문서에서 보존된 문서. 2022년 3월 17일에 확인함.
103. ↑  Foy, Henry (2022년 3월 22일). “Moldova calls for help to stay on feet following invasion of Ukraine”. 《Financial Times》. 2022년 3월 23일에 원본 문서에서 보존된 문서. 2022년 3월 23일에 확인함.
104. 1 2  Calugareanu, Vitalie; Ciochina, Simion (2022년 3월 6일). “Moldova shows solidarity with Ukrainian refugees”. 《Deutsche Welle》. 2022년 3월 17일에 원본 문서에서 보존된 문서. 2022년 3월 17일에 확인함.
105. ↑  Foarfă, Cristina (2022년 3월 15일). “Refugees fleeing Ukraine to Moldova find onward passage to Romania”. 《UNHCR》 (영어). 2022년 3월 16일에 원본 문서에서 보존된 문서. 2022년 3월 17일에 확인함.
106. ↑  Lombardi, Pietro (2022년 3월 12일). “Germany to take 2,500 Ukrainian refugees from Moldova”. 《Politico》. 2022년 3월 24일에 원본 문서에서 보존된 문서. 2022년 3월 26일에 확인함.
107. ↑  “Germany and partners pledge €659 million to Moldova to assist with Ukraine refugees”. 《Deutsche Welle》. 2022년 4월 5일. 2022년 4월 10일에 확인함.
108. ↑  “В Приднестровье въехали свыше 27 тысяч украинских граждан”. 《Novosti Pridnestrovya》 (러시아어). 2022년 4월 4일.
109. ↑  “How many refugees have fled Ukraine and where are they going?”. 《BBC News》 (영국 영어). 2022년 3월 8일. 2022년 3월 3일에 원본 문서에서 보존된 문서. 2022년 3월 8일에 확인함.
110. ↑  “Update: Initial Assessment Report: Eastern Slovakia 5th March 2022 - Slovakia”. 《ReliefWeb》 (영어). 2022년 3월 8일에 원본 문서에서 보존된 문서. 2022년 3월 8일에 확인함.
111. ↑  “ETIAS for Ukrainains”. ETIAS Visa. 2022년 2월 26일에 원본 문서에서 보존된 문서. 2022년 3월 12일에 확인함.
112. ↑  “Ukrainians Have Made Nearly 49 Million Trips to EU, During Three Years of Visa-Free Travel”. Schengen Visa Info. 2020년 6월 19일. 2022년 3월 7일에 원본 문서에서 보존된 문서. 2022년 3월 12일에 확인함.
113. 1 2 3  Thym, Daniel (2022년 3월 7일). “Temporary Protection for Ukrainians: the Unexpected Renaissance of 'Free Choice'”. 《EU Immigration and Asylum Law and Policy》 (영국 영어). 2022년 3월 15일에 원본 문서에서 보존된 문서. 2022년 3월 18일에 확인함.
114. ↑  Liboreiro, Jorge (2022년 3월 3일). “EU agrees to trigger never-used law to host Ukrainian refugees”. 《euronews》 (영어). 2022년 3월 3일에 원본 문서에서 보존된 문서. 2022년 3월 3일에 확인함.
115. ↑  Bali, Kaki (2022년 3월 1일). “Die russische Invasion bedroht die griechische Minderheit in der Ostukraine”. 《Deutsche Welle》 (독일어). 2022년 3월 2일에 원본 문서에서 보존된 문서. 2022년 3월 16일에 확인함.
116. 1 2 3  Smith, Helena (2022년 3월 11일). “How European response to Ukraine refugees differs from UK”. 《The Guardian》. 2022년 3월 14일에 원본 문서에서 보존된 문서. 2022년 3월 14일에 확인함.
117. ↑  Petra Vissers: De opvang is al overvol: Oekraïense vluchtelingen wacht in Nederland een weinig warm welkom.
118. ↑  Petra Vissers: Vluchtelingen uit Oekraïne komen uit 'de regio' en zijn dus welkom in Nederland 보관됨 2022-02-25 - 웨이백 머신.
119. ↑  Peter Groenendijk: Al honderden Oekraïense vluchtelingen in Rotterdam: 'Het gaat nu heel snel' 보관됨 2022-03-09 - 웨이백 머신.
120. ↑  Onze Parlementaire Redactie:Kabinet wil 50.000 plekken voor vluchtelingen Oekraïne: ook in leegstaande panden met noodbedden 보관됨 2022-03-09 - 웨이백 머신.
121. ↑  Amsterdam. “Opvang Oekraïense vluchtelingen in Amsterdam-Oost”. 《Amsterdam.nl》 (네덜란드어). 2022년 3월 24일에 원본 문서에서 보존된 문서. 2022년 3월 18일에 확인함.
122. 1 2  “Se, hvor mange ukrainere, der er flygtet til din kommune: Lemvig har snart ikke boliger til flere” (덴마크어). DR. 2022년 3월 25일. 2022년 3월 31일에 확인함.
123. ↑  Trolle, J.S. (2022년 3월 4일). “Udlændingestyrelsen: Mindst 4-6.000 ukrainere er kommet over den danske grænse” (덴마크어). DR. 2022년 3월 11일에 원본 문서에서 보존된 문서. 2022년 3월 11일에 확인함.
124. ↑  Krogh, K. (2022년 3월 11일). “Ingen ved, om Danmark skal hjælpe 600, 6.000 eller 20.000 ukrainere” (덴마크어). Berlingske. 2022년 3월 14일에 원본 문서에서 보존된 문서. 2022년 3월 11일에 확인함.
125. ↑  “Information til ukrainske statsborgere” (덴마크어). NyIDanmark. 2022년 3월 10일에 원본 문서에서 보존된 문서. 2022년 3월 11일에 확인함.
126. ↑  Oldager, M. (2022년 3월 4일). “Partier enige om særlov: Ukrainere skal have adgang til arbejdsmarkedet og uddannelse” (덴마크어). DR. 2022년 3월 14일에 원본 문서에서 보존된 문서. 2022년 3월 11일에 확인함.
127. ↑  “Tesfaye: 30.000 ukrainere er kommet til Danmark”. 《Politiken》 (덴마크어). 2022년 4월 1일. 2022년 4월 17일에 확인함.
128. ↑  Röder, Isabel (2022년 2월 25일). “Erste ukrainische Kriegsflüchtlinge in Brandenburg eingetroffen”. 《RBB》 (독일어). 2022년 3월 13일에 원본 문서에서 보존된 문서. 2022년 3월 17일에 확인함.
129. ↑  Bimmer, Doris; Brogsitter, Roana; von Löwis, Julian (2022년 2월 24일). “Deutschland bereitet sich auf Flüchtlinge aus Ukraine vor”. 《Bayerischer Rundfunk》 (독일어). 2022년 3월 19일에 원본 문서에서 보존된 문서. 2022년 3월 17일에 확인함.
130. ↑  “BMI: Neue Ukraine Übergangsverordnung in Kraft getreten. Visumsfreier Aufenthalt auch für Drittstaatsangehörige” (독일어). Hessischer Flüchtlingsrat. 2022년 3월 9일. 2022년 3월 24일에 원본 문서에서 보존된 문서. 2022년 3월 17일에 확인함.
131. ↑  “UkraineAufenthÜV Ukraine-Aufenthalts-Übergangsverordnung”. 《www.buzer.de》. 2022년 3월 10일에 원본 문서에서 보존된 문서. 2022년 3월 9일에 확인함.
132. ↑   (독일어) https://www.spiegel.de/wirtschaft/unternehmen/krieg-in-der-ukraine-deutsche-bahn-will-ukrainischen-fluechtenden-helfen-a-bbf0b32d-23b7-459c-a64c-c950bf7f5cc4 |제목=이(가) 없거나 비었음 (도움말)
133. 1 2  Grieshaber, Kirsten (2022년 3월 17일). “Berlin train station turns into refugee town for Ukrainians”. 《Associated Press》. 2022년 3월 18일에 원본 문서에서 보존된 문서. 2022년 3월 26일에 확인함.
134. ↑  “Ukrainische Geflüchtete können in Deutschland ab sofort kostenlos Bus und Bahn nutzen”. 《DSW21》 (독일어). 2022년 3월 2일에 원본 문서에서 보존된 문서. 2022년 3월 16일에 확인함.
135. ↑  Johnson, Dominic (2022년 3월 1일). “Europas Flüchtlingspolitik: Auf der Flucht sind nicht alle gleich”. 《Die Tageszeitung》 (독일어). 2022년 3월 9일에 원본 문서에서 보존된 문서. 2022년 3월 17일에 확인함.
136. ↑  Leubecher, Marcel (2022년 3월 1일). “Ukrainische Flüchtlinge: Die seltsame Verwunderung über die Aufnahmebereitschaft der Osteuropäer”. 《Die Welt》 (독일어). 2022년 3월 3일에 원본 문서에서 보존된 문서. 2022년 3월 17일에 확인함.
137. ↑   (독일어).  인터뷰어: Dietmar. |제목=이(가) 없거나 비었음 (도움말)
138. ↑  “Faeser: Flüchtlingsaufnahme unabhängig vom Pass”. 《Tagesschau》 (독일어). 2022년 3월 6일. 2022년 3월 7일에 원본 문서에서 보존된 문서. 2022년 3월 17일에 확인함.
139. ↑  “Geflüchtete aus der Ukraine: Kommunen bitten um Hilfe”. 《Tagesschau》 (독일어). 2022년 3월 14일. 2022년 3월 14일에 원본 문서에서 보존된 문서. 2022년 3월 14일에 확인함.
140. 1 2 3 4  “Berlin warns Ukrainian refugees about trafficking danger”. 《Reuters》. 2022년 3월 15일. 2022년 3월 19일에 원본 문서에서 보존된 문서. 2022년 3월 19일에 확인함.
141. ↑  “Interior Ministry plans potential accommodation for Ukrainian refugees”. Public Broadcasting of Latvia. LETA. 2022년 2월 14일. 2022년 2월 15일에 원본 문서에서 보존된 문서. 2022년 2월 24일에 확인함.
142. ↑  “Latvia ready to take in Ukrainian refugees, visas for Russians to be suspended”. Public Broadcasting of Latvia. 2022년 2월 24일. 2022년 2월 26일에 원본 문서에서 보존된 문서. 2022년 2월 24일에 확인함.
143. 1 2  “First Ukrainian refugees arrive in Latvia”. Public Broadcasting of Latvia. 2022년 2월 26일. 2022년 2월 26일에 원본 문서에서 보존된 문서. 2022년 2월 26일에 확인함.
144. ↑  “Volunteer drivers depart Latvia to pick up Ukrainian refugees”. Public Broadcasting of Latvia. 2022년 2월 27일. 2022년 2월 27일에 원본 문서에서 보존된 문서. 2022년 2월 27일에 확인함.
145. ↑  “More than 1,000 Ukrainians have come to Latvia so far”. Public Broadcasting of Latvia. 2022년 3월 2일. 2022년 3월 4일에 원본 문서에서 보존된 문서. 2022년 3월 2일에 확인함.
146. ↑  “Online portal for Ukrainian refugees”. Public Broadcasting of Latvia. 2022년 3월 2일. 2022년 3월 3일에 원본 문서에서 보존된 문서. 2022년 3월 2일에 확인함.
147. ↑  Līcīte, Madara (2022년 3월 7일). “Help center for Ukrainians opens in Rīga”. Public Broadcasting of Latvia. LETA. 2022년 3월 7일에 원본 문서에서 보존된 문서. 2022년 3월 7일에 확인함.
148. ↑  “Latvia has issued 67 humanitarian visas to Ukrainians so far”. Public Broadcasting of Latvia. LETA. 2022년 3월 9일. 2022년 3월 9일에 원본 문서에서 보존된 문서. 2022년 3월 9일에 확인함.
149. ↑  Anstrate, Vita (2022년 3월 9일). “Second Ukrainian help center to be opened Monday in Rīga”. Public Broadcasting of Latvia. 2022년 3월 10일에 원본 문서에서 보존된 문서. 2022년 3월 9일에 확인함.
150. ↑  “Staķis: Rīgā ir pirmais Ukrainas bēgļu vilnis un noteikti ne lielākais”. 2022년 3월 21일에 원본 문서에서 보존된 문서. 2022년 3월 21일에 확인함.
151. ↑  Lasmanis, Jans (2022년 3월 24일). “Latvija trīskāršo uzņemamo Ukrainas bēgļu skaitu”. 《neatkariga.nra.lv》 (라트비아어). 2022년 3월 24일에 원본 문서에서 보존된 문서. 2022년 3월 26일에 확인함.
152. ↑  “Ministre: Latvijā patlaban varētu būt ap 18 000 Ukrainas kara bēgļu”. 《www.lsm.lv》.
153. ↑  “Aufnahme von Menschen, die vor dem Krieg in der Ukraine fliehen”. 《gouvernement.lu》 (독일어). 2022년 3월 3일. 2022년 3월 6일에 원본 문서에서 보존된 문서. 2022년 3월 16일에 확인함.
154. ↑  Lisa De Bode: Ook België zal Oekraïense vluchtelingen opvangen.
155. ↑  België maakt 3 miljoen euro vrij voor humanitaire hulp Oekraïne.
156. ↑  “Belgian royal family funds hosting of Ukrainian families”. 《POLITICO》. 2022년 3월 17일.
157. ↑  “25,000 refugees fleeing from Ukraine have entered Bulgaria”. 《BNR》. 2022년 3월 5일. 2022년 3월 5일에 확인함.
158. ↑  “Number of Ukrainian refugees in Bulgaria goes above 33,000, one third of them are children”. BNR. 2022년 3월 12일. 2022년 3월 13일에 원본 문서에서 보존된 문서. 2022년 3월 13일에 확인함.
159. ↑  “Bulgaria welcomes 2,500 more Ukrainian refugees”. BNR. 2022년 3월 28일. 2022년 4월 7일에 확인함.
160. ↑  “U Srbiji više od 1.000 izbeglica iz Ukrajine, 12 u prihvatnom centru u Vranju”. 《Radio Slobodna Evropa》 (세르보크로아트어). 2022년 3월 13일에 원본 문서에서 보존된 문서. 2022년 3월 11일에 확인함.
161. ↑  “Mere end 4.000 flygtninge ankommer til Sverige hver 24. time” (스웨덴어). Sveriges Television. 2022년 3월 11일. 2022년 3월 13일에 원본 문서에서 보존된 문서. 2022년 3월 13일에 확인함.
162. ↑  “Sweden expects 76,000 Ukrainian refugees in coming months - Migration Agency”. Reuters. 2022년 3월 11일. 2022년 3월 12일에 원본 문서에서 보존된 문서. 2022년 3월 13일에 확인함.
163. ↑  Iwan Santoro: Schweiz will ukrainische Flüchtlinge unbürokratisch aufnehmen.
164. ↑  Keystone-SDA/sb. “Up to 60,000 Ukrainians could seek refuge in Switzerland”. 《SWI swissinfo.ch》 (영어). 2022년 3월 21일에 원본 문서에서 보존된 문서. 2022년 3월 21일에 확인함.
165. ↑  “Dienstag, 5. April - die aktuellen Zahlen zur ukrainischen Flüchtlingssituation in der Schweiz” (트윗) (영어). 2022년 4월 5일에 확인함. |사용자=가 없거나 비었음 (도움말); |번호=가 없거나 비었음 (도움말); |날짜=가 없거나 비었음 (도움말)
166. 1 2  de 2022, PorNewsroom Infobae28 de Febrero. “España anuncia la regularización de todos los ucranianos que viven en España”. 《infobae》 (유럽 스페인어). 2022년 3월 4일에 원본 문서에서 보존된 문서. 2022년 3월 4일에 확인함.
167. ↑  Press, Europa (2022년 2월 28일). “Galicia se ofrece a acoger refugiados procedentes de Ucrania”. 《www.europapress.es》. 2022년 3월 4일에 원본 문서에서 보존된 문서. 2022년 3월 4일에 확인함.
168. ↑  Press, Europa (2022년 3월 3일). “El Gobierno coordina con CCAA y ucranianos en España el plan de contingencia para recibir refugiados”. 《www.europapress.es》. 2022년 3월 4일에 원본 문서에서 보존된 문서. 2022년 3월 4일에 확인함.
169. ↑  “Sánchez anuncia que la cifra de refugiados de Ucrania pasará de 30.000 a 70.000 en pocos días”. 《La Vanguardia》 (스페인어). 2022년 3월 31일. 2022년 3월 31일에 확인함.
170. ↑  “About 25,000 Ukrainian refugees have reached Spain so far, says minister”. Yahoo news. Reuters. 2022년 3월 21일. 2022년 3월 21일에 원본 문서에서 보존된 문서. 2022년 3월 21일에 확인함.
171. ↑  “El 61% de los ucranianos atendidos en los CREADE del Ministerio de Inclusión tiene estudios superiores”. Ministerio de Inclusion, Seguridad Social y Migración. 2022년 4월 5일. 2022년 4월 25일에 원본 문서에서 보존된 문서. 2022년 4월 22일에 확인함.
172. ↑  “Accommodation Owners Offer to House Some 600 Ukrainian Refugees, Around 3,000 Now in Slovenia”. Total Slovenia News. 2022년 3월 23일. 2022년 3월 24일에 원본 문서에서 보존된 문서. 2022년 3월 23일에 확인함.
173. ↑  “Búist við miklum fjölda flóttafólks eftir páska”. 《www.ruv.is》 (아이슬란드어). RÚV. 2022년 4월 13일. 2022년 4월 14일에 확인함.
174. ↑  Holl, Kitty; Correspondent, Social Affairs. “Ireland may take in more than 100,000 Ukrainian refugees, Minister says”. 《The Irish Times》. 2022년 3월 6일에 원본 문서에서 보존된 문서. 2022년 3월 7일에 확인함.
175. ↑  “Ireland could take in 200,000 refugees from Ukraine, says Minister”. 《The Irish Times》 (영어). 2022년 3월 22일. 2022년 3월 22일에 원본 문서에서 보존된 문서. 2022년 3월 24일에 확인함.
176. ↑  Moloney, Eoghan (2022년 4월 14일). “40,000 Ukrainians expected in Ireland by end of April: "Kind of thing you see in movies except it's real"”. 2022년 4월 19일에 확인함.
177. 1 2  “More than 25,000 refugees have arrived in Estonia”. 《Eesti Rahvusringhääling》. 2022년 3월 18일. 2022년 3월 19일에 원본 문서에서 보존된 문서. 2022년 3월 19일에 확인함.
178. 1 2  “More than 600 Ukrainian refugees arrived in Estonia on Wednesday”. 《Eesti Rahvusringhääling》. 2022년 3월 31일. 2022년 4월 1일에 확인함.
179. ↑  “Eestisse saabunud Ukraina sõjapõgenike arv”. 2022년 4월 4일에 원본 문서에서 보존된 문서. 2022년 4월 22일에 확인함.
180. ↑  Casey, Ruairi (2022년 3월 13일). “'Shameful': UK's response to Ukraine refugee crisis criticised”. Al Jazeera. 2022년 3월 14일에 원본 문서에서 보존된 문서. 2022년 3월 13일에 확인함.
181. ↑  Walker, Shaun; Townsend, Mark (2022년 3월 13일). “Stranded and desperate, Ukrainian refugees wait for the Home Office reply. But it never comes”. 《The Observer》. 2022년 3월 14일에 원본 문서에서 보존된 문서. 2022년 3월 13일에 확인함.
182. 1 2  “Ukraine conflict: UK relaxes visa rules for refugees”. 《BBC News》. March 2022. 2022년 3월 4일에 원본 문서에서 보존된 문서. 2022년 3월 3일에 확인함.
183. ↑  “Ukrainian refugees are becoming the latest victims of a hostile bureaucracy that was two decades in the making”. 《The Observer》. 2022년 4월 3일. 2022년 4월 3일에 확인함.
184. ↑  “France and Britain trade barbs over treatment of Ukraine refugees in Calais”. 《Reuters》. 2022년 3월 6일. 2022년 3월 7일에 원본 문서에서 보존된 문서. 2022년 3월 7일에 확인함.
185. ↑  “France accuses UK of 'lack of humanity' over Ukrainian refugees”. 《The Guardian》. 2022년 3월 6일. 2022년 3월 9일에 원본 문서에서 보존된 문서. 2022년 3월 7일에 확인함.
186. ↑  “Emmanuel Macron: UK not living up to "grand statements" on Ukraine's refugees”. 《The Herald Scotland》. 2022년 3월 12일. 2022년 3월 14일에 원본 문서에서 보존된 문서. 2022년 3월 14일에 확인함.
187. ↑  Helm, Toby; Townsend, Mark (2022년 3월 12일). “Gove bids to end Ukrainian refugee chaos with £350 'cash for rooms' offer”. 《The Guardian》. 2022년 3월 14일에 원본 문서에서 보존된 문서. 2022년 3월 14일에 확인함.
188. ↑  Hall, Rachel (2022년 3월 14일). “UK homes for Ukrainian refugees: how scheme is going to work”. 《The Guardian》. 2022년 3월 14일에 원본 문서에서 보존된 문서. 2022년 3월 14일에 확인함.
189. ↑  Gentleman, Amelia; Halliday, Josh (2022년 3월 28일). “UK visa rule leaving refugees stranded in war-torn Ukraine, say charities”. 《The Guardian》. 2022년 3월 30일에 확인함.
190. ↑  Gallardo, Cristina (2022년 3월 30일). “Fewer than half of Ukrainian applicants have UK visas approved”. 《Politico》. 2022년 3월 30일에 확인함.
191. ↑  Bakht, Shayma; Kenber, Billy (2022년 4월 9일). “Single British men offer beds to female refugees”. 《The Times》 (영어).
192. ↑  Syal, Rajeev (2022년 4월 13일). “Stop matching lone female Ukraine refugees with single men, UK told”. 《The Guardian》. 2022년 4월 13일에 확인함.
193. ↑  “Putin droht weiter: Auch Innenminister will ukrainische Flüchtlinge aufnehmen”. 2022년 2월 28일에 원본 문서에서 보존된 문서. 2022년 3월 1일에 확인함.
194. ↑  “In Österreich haben 7.000 ukrainische Flüchtlinge um Schutz gebeten”. 《Kurier》 (Vienna). 2022년 3월 17일. 2022년 3월 29일에 확인함.
195. ↑  “Ukraine: Close to 24,000 refugees in Italy so far - Draghi - English”. 《ANSA.it》. 2022년 3월 9일. 2022년 3월 10일에 원본 문서에서 보존된 문서. 2022년 3월 11일에 확인함.
196. ↑  “Ucraina: Viminale, arrivati in Italia 34.851 profughi - Ultima Ora”. 2022년 3월 12일. 2022년 3월 13일에 원본 문서에서 보존된 문서. 2022년 3월 12일에 확인함.
197. ↑  Italian Government (2022년 4월 7일). “86.066 i profughi arrivati finora in Italia dall'Ucraina” [86,066 people have arrived in Italy so far from Ukraine]. 《Ministry of the Interior of Italy》 (이탈리아어). 2022년 4월 7일에 확인함. To date, 86,066 people fleeing the conflict in Ukraine have arrived in Italy, 82,400 of them through the border and 3,666 checked by the Friuli Venezia Giulia railway police department. These are 44,422 women, 9,173 men and 32,471 minors. The cities of destination declared upon entry into Italy are still Milan, Rome, Naples and Bologna. The increase, compared to yesterday, is 1,009 admissions into the national territory.
198. ↑  “Czech Republic takes in more than 100,000 Ukrainian refugees so far”. 《Reuters》 (영어). Reuters. 2022년 3월 7일. 2022년 3월 8일에 원본 문서에서 보존된 문서. 2022년 3월 8일에 확인함.
199. ↑  “Ukrainian refugees arriving by the thousands at Prague's main train station”. 《Radio Prague International》 (영어). 2022년 3월 10일. 2022년 3월 12일에 원본 문서에서 보존된 문서. 2022년 3월 14일에 확인함.
200. ↑  “EU to provide humanitarian modules for 50,000 Ukrainian refugees in Czechia”. 《Radio Prague International》 (영어). 2022년 3월 14일. 2022년 3월 14일에 원본 문서에서 보존된 문서. 2022년 3월 14일에 확인함.
201. ↑  “Hejtmani dnes s ministry jednali o nastavení pravidel ubytování uprchlíků”. 《www.ceskenoviny.cz》 (체코어). 2022년 3월 13일. 2022년 3월 13일에 원본 문서에서 보존된 문서. 2022년 3월 14일에 확인함.
202. ↑  “Czech Republic on the verge of its capacity to handle more refugees”. 《Expats.cz》. 2022년 3월 17일. 2022년 3월 17일에 원본 문서에서 보존된 문서. 2022년 3월 17일에 확인함.
203. ↑  “Seznam Krajských asistenčních center pomoci Ukrajině”. 《The Ministry of the Interior of the Czech Republic》. 2022년 3월 15일에 원본 문서에서 보존된 문서. 2022년 3월 19일에 확인함.
204. ↑  “Pro potřeby obyvatel Ukrajiny vznikla KACPU – Krajská asistenční centra pomoci Ukrajině”. 《pozary.cz》. 2022년 3월 24일에 원본 문서에서 보존된 문서. 2022년 3월 19일에 확인함.
205. ↑  Jeřábková, Dominika (2022년 3월 17일). “Uprchlíci z Ukrajiny dostanou snáz pobytové oprávnění, odklepli senátoři”. 《novinky.cz》. 2022년 3월 19일에 원본 문서에서 보존된 문서. 2022년 3월 19일에 확인함.
206. ↑  “Ukraine war latest: Russia could be fought to a standstill, Western officials say - BBC News”. 2022년 3월 17일. 2022년 3월 17일에 원본 문서에서 보존된 문서. 2022년 3월 18일에 확인함.
207. ↑  “Czech Republic can no longer accept refugees from Ukraine – PM”. 《Interfax-Ukraine》 (영어). 2022년 3월 24일에 원본 문서에서 보존된 문서. 2022년 3월 18일에 확인함.
208. ↑  “Rob Cameron on Twitter”. 《Twitter》 (영어). 2022년 3월 18일에 원본 문서에서 보존된 문서. 2022년 3월 18일에 확인함.
209. ↑  “Czech PM says country must take steps to cope with refugee numbers”. 《BBC News》 (영국 영어). 2022년 3월 18일에 원본 문서에서 보존된 문서. 2022년 3월 18일에 확인함.
210. ↑  “Revoke Russian investor passports, Zelensky urges Cyprus”. 《France 24》 (영어). 2022년 4월 7일. 2022년 4월 8일에 확인함.
211. ↑  Henriques, Joana Gorjão. “Refugiados da Ucrânia em Portugal já são mais de 20 mil, cerca de 5% têm outras nacionalidades”. 《PÚBLICO》 (포르투갈어). 2022년 3월 25일에 원본 문서에서 보존된 문서. 2022년 3월 25일에 확인함.
212. 1 2  “Dezasseis refugiados ucranianos menores chegaram a Portugal sozinhos”. 《www.sabado.pt》 (유럽 포르투갈어). 2022년 4월 7일에 확인함.
213. ↑  Lusa, Agência. “Já chegaram a Portugal pelo menos 45 menores ucranianos não acompanhados”. 《Observador》 (유럽 포르투갈어). 2022년 4월 9일에 확인함.
214. ↑  Henriques, Joana Gorjão. “Portugal recebeu 65 menores não-acompanhados da Ucrânia”. 《PÚBLICO》 (포르투갈어). 2022년 3월 29일에 확인함.
215. ↑  “Comunidade ucraniana passa a ser segunda maior residente em Portugal”. 《Impala》 (유럽 포르투갈어). 2022년 3월 22일. 2022년 3월 26일에 원본 문서에서 보존된 문서. 2022년 3월 24일에 확인함.
216. ↑  Lusa, Agência. “Mais de 25.000 refugiados com proteção temporária em Portugal”. 《Observador》 (유럽 포르투갈어). 2022년 3월 31일에 확인함.
217. ↑  “Bus leaves Olhão to rescue group of Ukrainian women and children in Poland”. 《Sul Informação》 (영어). 2022년 3월 2일. 2022년 3월 22일에 원본 문서에서 보존된 문서. 2022년 3월 24일에 확인함.
218. ↑  Lusa, Agência. “Portugal aceitou mais de 29 mil pedidos de proteção temporária”. 《Observador》 (유럽 포르투갈어). 2022년 4월 9일에 확인함.
219. ↑  “Refugiados ucranianos: mais de 2 mil crianças integradas nas escolas portuguesas”. 《SIC Notícias》 (유럽 포르투갈어). 2022년 4월 6일. 2022년 4월 6일에 확인함.
220. ↑  Borges, Liliana (2022년 3월 22일). “Portugal já recebeu 17.504 refugiados e há 600 crianças ucranianas nas escolas portuguesas”. 《Publico》. 2022년 3월 22일에 원본 문서에서 보존된 문서. 2022년 3월 22일에 확인함.
221. ↑  “Já foram celebrados 359 contratos entre refugiados e empresas portuguesas”. 《MSN》 (유럽 포르투갈어). 2022년 4월 6일에 확인함.
222. ↑  “Ucrânia: Segurança Social atribuiu mais de 1400 prestações sociais a refugiados”. 《Dinheiro Vivo》 (유럽 포르투갈어). 2022년 4월 6일. 2022년 4월 6일에 확인함.
223. ↑  “Portugal vai continuar a "acolher o maior número possível" de refugiados, diz Governo”. 《ionline》 (포르투갈어). 2022년 3월 29일에 확인함.
224. ↑  “Secretária de Estado diz que não há número limite de refugiados a acolher por Portugal - Renascença”. 《Rádio Renascença》 (유럽 포르투갈어). 2022년 3월 8일. 2022년 3월 12일에 원본 문서에서 보존된 문서. 2022년 3월 24일에 확인함.
225. ↑  Ataman, Joseph; Knight, Camille (2022년 3월 10일). “Thousands of Ukrainian refugees reach France”. 《CNN》. 2022년 3월 10일에 원본 문서에서 보존된 문서. 2022년 3월 11일에 확인함.
226. ↑  “Guerre en Ukraine: "17 000 réfugiés ukrainiens ont été accueillis en France" (Darmanin)”. 《laprovence》 (프랑스어). 2022년 3월 16일. 2022년 3월 16일에 원본 문서에서 보존된 문서. 2022년 3월 16일에 확인함.
227. ↑  “Guerre en Ukraine: le plus grand exode sur le sol européen depuis la seconde guerre mondiale”. 《Le Monde》 (프랑스어). 2022년 3월 25일. 2022년 3월 25일에 원본 문서에서 보존된 문서. 2022년 3월 25일에 확인함. In France, 30,000 Ukrainians have been counted upon entering the territory since the start of the Russian invasion.
228. ↑  “Ukraine: la France, petite terre d'accueil des réfugiés ukrainiens”. 《l'Opinion》 (프랑스어). 2022년 3월 30일. 2022년 3월 30일에 확인함. About 45,000 Ukrainians, mainly women and children, have arrived in France since the start of the war.
229. ↑  “L'État lance une plateforme pour les particuliers voulant héberger des réfugiés ukrainiens”. 《huffingtonpost》 (프랑스어). 2022년 3월 8일. 2022년 3월 13일에 원본 문서에서 보존된 문서. 2022년 3월 10일에 확인함.
230. ↑  “Je m'engage pour l'Ukraine”. 《parrainage》 (프랑스어). 2022년 3월 16일에 원본 문서에서 보존된 문서. 2022년 3월 5일에 확인함.
231. ↑  “Rightwing presidential candidates' immigration 'obsession' belies reality of modern France”. 《Financial Times》. 2022년 4월 6일.
232. 1 2  “Vantaa varautuu ukrainalaispakolaisten auttamiseen” [Vantaa prepares to help Ukrainian refugees]. 《Vantaa-info》 (핀란드어). 2022년 3월 30일. 2022년 3월 31일에 확인함.
233. ↑  “U.S. offers temporary legal status to Ukrainians, citing Russian attack”. 《CBS News》 (미국 영어). 2022년 3월 4일에 원본 문서에서 보존된 문서. 2022년 3월 4일에 확인함.
234. ↑  “DHS Designates Ukraine for Temporary Protected Status | LIRS.org”. 《LIRS》 (미국 영어). 2022년 3월 3일. 2022년 3월 4일에 원본 문서에서 보존된 문서. 2022년 3월 4일에 확인함.
235. ↑  “Biden administration gives protected status to Ukrainians”. 《Roll Call》 (영어). 2022년 3월 3일. 2022년 3월 5일에 원본 문서에서 보존된 문서. 2022년 3월 16일에 확인함.
236. ↑  Lucey, Catherine; Norman, Laurence (2022년 3월 24일). “U.S. Will Admit 100,000 Refugees Fleeing Ukraine, White House Says”. 《The Wall Street Journal》 (미국 영어). ISSN 0099-9660. 2022년 3월 24일에 원본 문서에서 보존된 문서. 2022년 3월 24일에 확인함.
237. ↑  “Brasil concederá vistos humanitários a refugiados ucranianos”. 《CNNBrasil》 (포르투갈어). 2022년 3월 6일에 원본 문서에서 보존된 문서. 2022년 3월 5일에 확인함.
238. ↑  “Como imigrantes e descendentes consolidaram Prudentópolis como a Ucrânia brasileira” (포르투갈어). G1. 2022년 3월 8일에 원본 문서에서 보존된 문서. 2022년 3월 5일에 확인함.
239. ↑  “Brasil já recebeu 894 refugiados ucranianos, informa a Polícia Federal” (포르투갈어). Metrópoles. 2022년 3월 20일. 2022년 3월 24일에 원본 문서에서 보존된 문서. 2022년 3월 21일에 확인함.
240. ↑  “Mais de 1.100 ucranianos desembarcaram no Brasil desde o início da guerra, diz PF” (포르투갈어). CNN Brasil. 2022년 3월 22일. 2022년 3월 22일에 원본 문서에서 보존된 문서. 2022년 4월 6일에 확인함.
241. ↑  Brown, Andrew (2022년 2월 25일). “Ukrainian visas prioritised after invasion”. 《The Canberra Times》. 2022년 2월 26일에 원본 문서에서 보존된 문서. 2022년 3월 18일에 확인함.
242. ↑  Crellin, Zac (2022년 3월 17일). “As Ukrainians flee Russian invasion, ordinary Australians are opening their homes”. 《The New Daily》. 2022년 3월 17일에 원본 문서에서 보존된 문서. 2022년 3월 18일에 확인함.
243. 1 2  Clarke, Melissa (2022년 3월 20일). “Scott Morrison announces visas for Ukrainians, $50 million in military and humanitarian aid”. 《ABC News》. 2022년 3월 23일에 원본 문서에서 보존된 문서. 2022년 3월 20일에 확인함.
244. ↑  Winer, Stuart; staff, T. O. I. “Israel said to reach cap on non-Jewish Ukraine refugees, days after announcing limit”. 《The Times of Israel》 (미국 영어). 2022년 3월 17일에 원본 문서에서 보존된 문서. 2022년 3월 17일에 확인함.
245. ↑  “More than 16,000 Ukrainian tourists are currently in Egypt's Red Sea resort cities: Ukrainian Embassy - Foreign Affairs - Egypt”. 《Ahram Online》. 2022년 3월 20일에 원본 문서에서 보존된 문서. 2022년 3월 19일에 확인함.
246. 1 2  “Egypt Flies Out Stranded Ukrainians to Neighbouring Europe for Free | Egyptian Streets” (미국 영어). 2022년 3월 7일. 2022년 3월 9일에 원본 문서에서 보존된 문서. 2022년 3월 19일에 확인함.
247. ↑  “Interior Japan to accept refugees from Ukraine”. 《Nikkei Asia》 (영어). 2022년 3월 2일에 원본 문서에서 보존된 문서. 2022년 3월 2일에 확인함.
248. ↑  “ウクライナ避難民29人受け入れ 「親族や知人が日本にいる方」”. 《FNNプライムオンライン》 (일본어). 2022년 3월 15일. 2022년 3월 15일에 원본 문서에서 보존된 문서. 2022년 3월 24일에 확인함.
249. ↑  “보관된 사본”. 2022년 4월 13일에 원본 문서에서 보존된 문서. 2022년 4월 22일에 확인함.
250. ↑  “SL to extend visa for over 15, 000 Russian and Ukrainian tourists by two months - Business News | Daily Mirror”. 《www.dailymirror.lk》 (영어). 2022년 3월 4일에 원본 문서에서 보존된 문서. 2022년 3월 2일에 확인함.
251. ↑  “Sri Lanka Extends Visas Of Russian, Ukrainian Tourists By 2 Months”. 《NDTV.com》. 2022년 3월 4일에 원본 문서에서 보존된 문서. 2022년 3월 2일에 확인함.
252. ↑  “Sri Lanka permits free visa extension to Ukrainian, Russian tourists as war rages”. 《EconomyNext》 (영어). 2022년 3월 1일. 2022년 3월 4일에 원본 문서에서 보존된 문서. 2022년 3월 2일에 확인함.
253. 1 2  Immigration, Refugees and Citizenship Canada (2022년 3월 1일). “Additional Immigration Support for Those Affected by the Situation in Ukraine”. 《www.canada.ca》. 2022년 3월 10일에 원본 문서에서 보존된 문서. 2022년 3월 14일에 확인함.
254. ↑  “Canada to welcome those fleeing the war in Ukraine”. Government of Canada. 2022년 3월 3일. 2022년 3월 9일에 원본 문서에서 보존된 문서. 2022년 3월 6일에 확인함.
255. 1 2  Immigration, Refugees and Citizenship Canada (2022년 3월 17일). “Canada launches new temporary residence pathway to welcome those fleeing the war in Ukraine”. 《www.canada.ca》. Government of Canada. 2022년 3월 23일에 원본 문서에서 보존된 문서. 2022년 3월 23일에 확인함.
256. ↑  “Canada-Ukraine authorization for emergency travel”. 《www.canada.ca》. Government of Canada. 2022년 3월 17일. 2022년 3월 18일에 원본 문서에서 보존된 문서. 2022년 3월 23일에 확인함.
257. ↑  Nielsen, Nikolaj (2022년 3월 22일). “Canada steps forward to help EU with Ukrainian refugees”. 《EUobserver》 (영어). 2022년 3월 22일에 원본 문서에서 보존된 문서. 2022년 3월 23일에 확인함.
258. ↑  “In Canada, world's second largest Ukrainian diaspora grieves invasion”. 《TheGuardian.com》. 2022년 3월 3일. 2022년 3월 18일에 원본 문서에서 보존된 문서. 2022년 3월 18일에 확인함.
259. ↑  Immigration, Refugees and Citizenship Canada (2022년 4월 14일). “Ukraine immigration measures: Key figures”. 《www.canada.ca》. 2022년 4월 15일에 확인함.
260. ↑  Brewster, Murray (2022년 3월 10일). “Trudeau meets Polish president to talk about getting Ukrainian refugees to Canada”. 《CBC News > Politics》. 2022년 3월 13일에 원본 문서에서 보존된 문서. 2022년 3월 14일에 확인함.
261. ↑  Cetinguc, Cem (2022년 3월 7일). “Interior Minister Soylu: Over 20,000 Ukrainian citizens were evacuated to Turkey amid Russia's invasion”. 《P.A. Turkey》 (미국 영어). 2022년 3월 8일에 원본 문서에서 보존된 문서. 2022년 3월 8일에 확인함.
262. ↑  “Over 20,000 Ukrainians arrive in Turkey, says top official”. 《Hürriyet Daily News》. 2022년 3월 8일. 2022년 3월 15일에 원본 문서에서 보존된 문서.
263. ↑  “Türkiye'ye ne kadar Ukraynalı geldi? İçişleri Bakanlığı açıkladı”. 《TR Haber》. 2022년 3월 7일. 2022년 3월 17일에 원본 문서에서 보존된 문서.
264. ↑  “Eurovision winner takes refuge in Turkey after forced to flee Ukraine”. 《Hürriyet Daily News》. 2022년 3월 3일. 2022년 3월 5일에 원본 문서에서 보존된 문서.
265. ↑  “İçişleri Bakanı Soylu: 58 bin Ukraynalı savaş sonrası Türkiye'ye geldi”. 《BBC》. 2022년 3월 22일. 2022년 3월 24일에 원본 문서에서 보존된 문서. 2022년 3월 24일에 확인함.
266. ↑  Patag, Kristine Joy; Romero, Alexis (2022년 3월 3일). “Philippines to welcome Ukrainian refugees — DOJ”. 《The Philippine Star》. 2022년 3월 4일에 원본 문서에서 보존된 문서. 2022년 3월 5일에 확인함.
267. ↑  “Ukraine invasion: Family 'overwhelmed' by donations for refugees”. 《BBC News》. 2022년 2월 28일. 2022년 2월 28일에 원본 문서에서 보존된 문서. 2022년 3월 1일에 확인함.
268. ↑  Solis, Dianne; Choi, Hojun (2022년 2월 28일). “Where to donate to help Ukrainians”. 《Dallas News》 (영어). 2022년 3월 4일에 원본 문서에서 보존된 문서. 2022년 3월 1일에 확인함.
269. ↑  “Human trafficking experts: States must urgently protect refugees fleeing Ukraine”. 《Council of Europe》. 2022년 3월 17일. 2022년 3월 19일에 원본 문서에서 보존된 문서. 2022년 3월 19일에 확인함.
270. ↑  McGrath, Stephen (2022년 3월 14일). “Human traffickers target Ukrainian refugees arriving across borders”. 《The Sydney Morning Herald》. 2022년 3월 19일에 원본 문서에서 보존된 문서. 2022년 3월 19일에 확인함 – Associated Press 경유.
271. ↑  Adler, Katya (2022년 3월 27일). “How the sex trade preys on Ukraine's refugees”. 《BBC News》 (영국 영어). 2022년 4월 1일에 확인함.
272. ↑  “Concern grows over traffickers targeting vulnerable Ukrainian refugees”. 《France 24》 (영어). 2022년 3월 12일. 2022년 4월 1일에 확인함.
273. ↑  “Fears women and children fleeing Ukraine could end up in the hands of human traffickers”. 《ABC News》. 2022년 3월 12일. 2022년 3월 19일에 원본 문서에서 보존된 문서. 2022년 3월 19일에 확인함 – Associated Press 경유.
274. 1 2  Fallon, Katy (2022년 3월 12일). “Children going missing amid chaos at Ukrainian border, aid groups report”. 《The Guardian》. 2022년 3월 19일에 원본 문서에서 보존된 문서. 2022년 3월 19일에 확인함.
275. ↑  Fallon, Katy; Cundy, Antonia (2022년 3월 25일). “Vigilantes stalk Ukraine border as sex traffickers target fleeing women and children”. 《The Guardian》. 2022년 3월 24일에 원본 문서에서 보존된 문서. 2022년 3월 25일에 확인함.
276. ↑  “Almost 100,000 children from orphanages evacuated amid war in Ukraine - La Prensa Latina Media” (미국 영어). 2022년 3월 6일. 2022년 3월 8일에 원본 문서에서 보존된 문서. 2022년 3월 8일에 확인함.
277. ↑  Wermus, Katie (2022년 3월 7일). “U.N. refugee agency focuses on fleeing Ukrainian kids as exodus continues”. 《Newsweek》 (영어). 2022년 3월 9일에 원본 문서에서 보존된 문서. 2022년 3월 8일에 확인함.
278. ↑  “UNICEF To Support Refugees At 'Blue Dot' Safe Spaces”. 《UNICEF UK》. 2022년 3월 3일. 2022년 3월 2일에 원본 문서에서 보존된 문서. 2022년 3월 19일에 확인함.
279. ↑  Peter, Laurence (2022년 3월 27일). “Russia transfers thousands of Mariupol civilians to its territory”. 《BBC News》. 2022년 4월 1일에 확인함.
280. ↑  Ганюкова, Ольга (2022년 4월 10일). “Оккупанты создали в России лагерь для депортированных из Украины: там содержат более 400 человек”. 《OBOZREVATEL NEWS》.
281. ↑  “"Не имели одежды, еды и предметов гигиены": в России обнаружили три лагеря для депортированных мариупольцев”. 《ТСН.ua》. 2022년 4월 17일.
282. ↑  “Россия создала близ Донецка фильтрационный лагерь для украинцев – разведка”. 《LIGA》. 2022년 3월 24일.
283. ↑  “В Харьковской области оккупанты создают фильтрационные лагеря — Денисова”. 《nv.ua》.
284. ↑  Ball, Tom (2022년 3월 20일). “Ukraine accuses Russia of killing 56 care home residents in Luhansk”. 《The Times》. 2022년 3월 29일에 확인함.
285. ↑  Сливченко, Алексей. “ФОТО. Оккупанты строят фильтрационные лагеря для украинцев”. 《СПОРТ.UA》.
286. ↑  Fernandez, Bina. “Refugees, reporting and the far right: how the Ukraine crisis reveals brutal 'everyday racism' in Europe and beyond”. 《The Conversation》 (영어). 2022년 3월 11일에 원본 문서에서 보존된 문서. 2022년 3월 11일에 확인함.
287. ↑  Pronczuk, Monika; Maclean, Ruth (2022년 3월 1일). “Africans Say Ukrainian Authorities Hindered Them From Fleeing”. 《The New York Times》 (미국 영어). ISSN 0362-4331. 2022년 3월 2일에 원본 문서에서 보존된 문서. 2022년 3월 1일에 확인함.
288. ↑  “'Pushed back because we're Black': Africans stranded at Ukraine-Poland border”. 《France 24》. 2022년 2월 28일. 2022년 3월 1일에 원본 문서에서 보존된 문서. 2022년 3월 2일에 확인함.
289. 1 2  CNN, Stephanie Busari, Nimi Princewill, Shama Nasinde and Mohammed Tawfeeq. “Indian and African students fleeing Ukraine say they face racism at border”. 《CNN》. 2022년 3월 3일에 원본 문서에서 보존된 문서. 2022년 3월 3일에 확인함.
290. ↑  Steavenson, Wendell (2022년 3월 2일). “"Svoboda! Liberté! Freedom!": the great flight from Ukraine to Poland”. 《1843 Magazine》 (The Economist). 2022년 3월 4일에 원본 문서에서 보존된 문서. 2022년 3월 2일에 확인함.
291. ↑  Sadiq, Maheen (2022년 2월 28일). “Discrimination and racism as people flee Ukraine shared on social media – video”. 《The Guardian》. 2022년 3월 14일에 원본 문서에서 보존된 문서. 2022년 3월 12일에 확인함.
292. ↑  “How Indians fleeing Ukraine ran into racism”. 《The Times of India》. 2022년 3월 2일. 2022년 3월 26일에 원본 문서에서 보존된 문서. 2022년 3월 26일에 확인함.
293. ↑  Neeta Lal (2022년 3월 1일). “Ukraine crisis: Indian students claim mistreatment after New Delhi abstains from UN vote”. 《South China Morning Post》 (영어). 2022년 3월 25일에 원본 문서에서 보존된 문서. 2022년 3월 26일에 확인함.
294. ↑  Tondo, Lorenzo; Akinwotu, Emmanuel (2022년 3월 2일). “People of colour fleeing Ukraine attacked by Polish nationalists”. 《The Guardian》 (영어). 2022년 3월 14일에 원본 문서에서 보존된 문서. 2022년 3월 12일에 확인함.
295. ↑  White, Nadine (2022년 3월 1일). “UN admits refugees have faced racism at Ukraine borders”. 2022년 3월 30일에 확인함. You have seen reports in the media that there are different treatments – with Ukrainians and non-Ukrainians. Now our observations … is that these are not state policies – but there are instances which it has happened
296. ↑  “Polnischer Grenzschutz weist Rassismus-Vorwürfe zurück”. 《Zeit Online》. 2022년 2월 28일. 2022년 3월 4일에 원본 문서에서 보존된 문서. 2022년 3월 2일에 확인함.
297. ↑  Hegarty, Stephanie (2022년 2월 28일). “Ukraine conflict: Nigeria condemns treatment of Africans”. 《BBC News》. 2022년 3월 1일에 원본 문서에서 보존된 문서. 2022년 3월 2일에 확인함.
298. ↑  “U.N. urges countries to open borders to Africans fleeing Ukraine”. 《Reuters》 (영어). Reuters. 2022년 3월 2일. 2022년 3월 13일에 원본 문서에서 보존된 문서. 2022년 3월 13일에 확인함.
299. ↑  Zaru, Deena (2022년 3월 3일). “Many nonwhite refugees fleeing Ukraine caught in limbo at borders amid reports of discrimination”. 《ABC News》 (영어). 2022년 3월 14일에 원본 문서에서 보존된 문서. 2022년 3월 13일에 확인함.
300. ↑  “Putin, Modi discuss plight of Indian students trapped in Ukraine”. 《Al Jazeera》 (영어). 2022년 3월 4일에 원본 문서에서 보존된 문서. 2022년 3월 3일에 확인함.
301. ↑  “Ukraine: Why so many African and Indian students were in the country”. 《BBC News》. 2022년 3월 3일. 2022년 3월 4일에 원본 문서에서 보존된 문서. 2022년 3월 4일에 확인함.
302. ↑  Pundir, Pallavi (2022년 2월 25일). “Afghans Who Relocated to Ukraine Are Reliving Their Worst Nightmare”. 《www.vice.com》 (영어). 2022년 3월 5일에 원본 문서에서 보존된 문서. 2022년 3월 4일에 확인함.
303. ↑  Gera, Vanessa; Press, Associated (2022년 3월 2일). “Africans, Asians and citizens of countries fleeing Ukraine war claim mistreatment at refugee centers”. 《ABC7 New York》 (영어). 2022년 3월 4일에 원본 문서에서 보존된 문서. 2022년 3월 3일에 확인함.
304. ↑  Chrispin Mwakideu, 2 March 2022: Afrikanische Studierende berichten von schwieriger Flucht.
305. ↑  Carol Mang (2022년 3월 1일). “Stranded non-Ukrainians fleeing Russian conflict complain of 'racism' at the border” (영어). 2022년 3월 4일에 원본 문서에서 보존된 문서. 2022년 3월 1일에 확인함.
306. ↑  Nancy Agutu (2022년 3월 2일). “Stop spreading rumours about Ukraine crisis, Germany lashes at Kenyans on Twitter”. 《The Star (Kenya)》.
307. ↑  Aggrey Mutambo (2022년 3월 2일). “EU rejects claims of discrimination as foreigners flee Ukraine”. 《Daily Monitor》 (영어).
308. ↑  “EU denies discrimination claims at Ukraine border”. 《Africanews》. 2022년 3월 2일.
309. ↑  Schwarze Menschen an Flucht gehindert?
310. ↑  “As war in Ukraine evolves, so do disinformation tactics”. 《POLITICO》 (미국 영어). 2022년 3월 10일. 2022년 3월 13일에 원본 문서에서 보존된 문서. 2022년 3월 13일에 확인함.
311. ↑  “Uchodźcy z Ukrainy w Przemyślu. Incydenty, policja i dezinformacja”. 《Rzeczpospolita》 (폴란드어). 2022년 3월 12일에 원본 문서에서 보존된 문서. 2022년 3월 13일에 확인함.
312. ↑  “Nagły wzrost dezinformacji w polskim internecie. Prorosyjskie konta trollowały też w sprawie szczepionek”. 《www.wirtualnemedia.pl》 (폴란드어). 2022년 3월 3일에 원본 문서에서 보존된 문서. 2022년 3월 13일에 확인함.
313. ↑  “Wysyp fejkowych wpisów o agresji uchodźców niepochodzących z Ukrainy, kolportują je antycovidowcy”. 《www.wirtualnemedia.pl》 (폴란드어). 2022년 3월 14일에 원본 문서에서 보존된 문서. 2022년 3월 13일에 확인함.
314. ↑  “Opinion - Ukraine's refugee crisis lays bare a dangerous media bias”. 《MSNBC》. 2022년 3월 9일에 원본 문서에서 보존된 문서. 2022년 3월 7일에 확인함.
315. ↑  Fernandez, Bina. “Refugees, reporting and the far right: how the Ukraine crisis reveals brutal 'everyday racism' in Europe and beyond”. 《The Conversation》. 2022년 3월 8일에 원본 문서에서 보존된 문서. 2022년 3월 7일에 확인함.
316. ↑  Szeto, Winston (2022년 3월 2일). “Former Syrian refugee cries foul at 'racist' media coverage of Ukraine war”. 《CBC》. 2022년 3월 9일에 원본 문서에서 보존된 문서. 2022년 3월 8일에 확인함.
317. ↑  “Ukrainian official's remark on people with 'blue eyes and blonde hair' being killed sparks racism row”. 《India Today》 (영어). 2022년 2월 28일. 2022년 3월 10일에 원본 문서에서 보존된 문서. 2022년 3월 12일에 확인함.
318. ↑  Falah Saab, Sheren (2022년 3월 2일). “Western Media Likes Its Refugees Blond and Blue-eyed”. 《Haaretz》 (영어). 2022년 3월 13일에 원본 문서에서 보존된 문서. 2022년 3월 12일에 확인함.
319. ↑  “The people of Ukraine need our solidarity. But not just because they're 'like us' | Kenan Malik”. 《the Guardian》 (영어). 2022년 3월 6일. 2022년 3월 28일에 확인함.
320. 1 2 3  Khalid, Saif. “Unpacking Europe's different approach to Ukrainians and Syrians”. 《www.aljazeera.com》 (영어). 2022년 3월 15일에 원본 문서에서 보존된 문서. 2022년 3월 14일에 확인함.
321. ↑  “Every day thousands of Ukrainians arrive in Slovakia – traumatised and exhausted | MSF”. 《Médecins Sans Frontières (MSF) International》 (영어). 2022년 3월 17일에 원본 문서에서 보존된 문서. 2022년 3월 14일에 확인함.
322. ↑  “Which countries have relaxed entry and visa requirements for Ukrainian nationals?”. 《euronews.com》. 2022년 3월 2일.
323. ↑  Fortuna, Gerardo (2022년 2월 27일). “EU relaxes entry paperwork for pets travelling with Ukrainian refugees”. 《www.euractiv.com》 (영국 영어). 2022년 3월 1일에 원본 문서에서 보존된 문서. 2022년 3월 4일에 확인함.
324. ↑  “Refugees from Ukraine want to evacuate their pets to safety. Governments have done well to help them”. 《The Indian Express》 (영어). 2022년 3월 4일. 2022년 3월 6일에 원본 문서에서 보존된 문서. 2022년 3월 4일에 확인함.
325. ↑  Marica, Irina (2022년 2월 28일). “Romania welcomes Ukrainian refugees: Short guide to entry rules, asylum regulations & what to expect at the border”. 《Romania Insider》 (영어). 2022년 3월 5일에 원본 문서에서 보존된 문서. 2022년 3월 4일에 확인함.
326. ↑  Agrawal, Shreya (2022년 3월 3일). “Pet lovers' dilemma amid Russia-Ukraine war: 'Can't leave them behind, no matter what happens'”. 《The Indian Express》 (영어). 2022년 3월 4일에 원본 문서에서 보존된 문서. 2022년 3월 3일에 확인함.
327. ↑  Pandey, Manish (2022년 3월 3일). “How animals in Ukraine are being rescued during war”. 《BBC News》 (영국 영어). 2022년 3월 6일에 원본 문서에서 보존된 문서. 2022년 3월 3일에 확인함.
328. ↑  Malcangi, Diego (2022년 3월 1일). “Meet the Italian man who's staying in Ukraine to rescue animals”. 《euronews》 (영어). 2022년 3월 3일에 원본 문서에서 보존된 문서. 2022년 3월 3일에 확인함.
329. ↑  Horton, Ben Anthony (2022년 3월 2일). “Why is Ukraine's only gorilla 'impossible to evacuate'?”. 《euronews》 (영어). 2022년 3월 11일에 원본 문서에서 보존된 문서. 2022년 3월 3일에 확인함.
330. ↑  O'Grady, Siobhan; Khudov, Kostiantyn (2022년 3월 6일). “A blast-stressed elephant and an abandoned lemur: The war within Kyiv's zoo”. 《Washington Post》 (영어). 2022년 3월 9일에 원본 문서에서 보존된 문서. 2022년 3월 9일에 확인함.
331. ↑  McGrath, Stephen (2022년 3월 23일). “Simba the lion, wolf safely evacuated from war-torn Ukraine”. 《PBS NewsHour》. Associated Press. 2022년 3월 25일에 원본 문서에서 보존된 문서. 2022년 3월 25일에 확인함.